# Constituição da Coreia do Norte
A Constituição Socialista da República Popular Democrática da Coreia (coreano: 조선 민주주의 인민 공화국 사회주의 헌법; transl.: Chosŏn Minjujuŭi Inmin Konghwaguk Sahoejuŭi Hŏnbŏp), é a constituição da Coreia do Norte. Foi aprovado pela Quinta Legislatura da Assembleia Popular Suprema em sua primeira sessão em 27 de dezembro de 1972, e foi emendada e complementada em 1998, 2009, 2012, 2013, 2016 e duas vezes em 2019. Substituiu a primeira constituição do país, que havia sido aprovada em 1948.
A constituição consiste em onze capítulos e 172 artigos e codifica os princípios básicos da Coreia do Norte sobre política, economia, cultura e defesa nacional, também apresenta os direitos e deveres básicos dos cidadãos do país, a organização do governo norte-coreano e os símbolos nacionais do país.

## História

### Constituição de 1948
A Coreia do Norte começou a redigir sua primeira constituição após a convenção da Assembleia Legislativa Interina da Coreia do Sul em 12 de dezembro de 1946, que começou a redigir uma constituição provisória para a Coreia do Sul após o fracasso em estabelecer um governo unificado na Coreia após o colapso Comissão Conjunta dos Estados Unidos com a União Soviética em 21 de outubro de 1947.
Em novembro de 1947, a Assembleia Popular da Coreia do Norte, organismo que precedeu a Assembleia Popular Suprema, organizou um comitê de 31 membros para promulgar uma constituição provisória. Um projeto de constituição provisória foi apresentado à Assembleia do Povo da Coreia do Norte em fevereiro de 1948, e foi decidido submetê-lo a uma "discussão de todo o povo", que ocorreu de 11 de fevereiro a 25 de abril de 1948.
Em 10 de julho de 1948, a Assembleia Popular da Coreia do Norte adotou o projeto de Constituição como Constituição da República Popular Democrática da Coreia, que foi implementado pela Assembleia Popular Suprema em toda a península coreana em 8 de setembro de 1948.
De acordo com Vladimir Putin, a constituição de 1948 foi editada pessoalmente por Joseph Stalin, em Moscou, ao lado de Terenty Shtykov, então embaixador da União Soviética na Coreia do Norte, com alguns de seus artigos sendo reescritos posteriormente por supervisores soviéticos.
A constituição de 1948 consistia em 10 capítulos e 104 artigos e codificava as reformas implementadas na Coreia do Norte desde o estabelecimento do Comitê Provisório Popular da Coreia do Norte em 1946, como reformas agrárias, a nacionalização da indústrias e dos recursos, além de ter garantido diversos direitos e liberdades para os coreanos.
A constituição instituiu a Assembleia Popular Suprema como a mais alta instituição governamental do país, tendo esta vários poderes, como a aprovação de leis e a eleição do Gabinete, do Supremo Tribunal e do Procurador-Geral. A Comissão Permanente da Assembleia Popular Suprema foi incumbida de exercer as atribuições da Assembleia durante o seu recesso, bem como de representar o país nas suas relações externas. O Gabinete foi instituído para ser a instituição executiva máxima, sendo o Premier designado como chefe do governo.
A constituição de 1948 foi alterada cinco vezes em abril de 1954, outubro de 1954, 1955, 1956 e 1962.

### Constituição Socialista
A Coreia do Norte começou a redigir a presente Constituição Socialista pois havia a necessidade de transformar em lei as políticas socialistas em expansão e as mudanças políticas, econômicas e sociais no país, que não estão mais sendo refletidas na Constituição de 1948.
A necessidade de uma nova constituição foi discutida desde meados da década de 1960. Na década de 1970, a criação de uma nova constituição tornou-se um assunto urgente.
Em 23 de outubro de 1972, um comitê para redigir a Constituição Socialista foi organizado durante a 5ª reunião plenária do 5º Comitê Central do Partido dos Trabalhadores da Coreia. Kim Il-Sung disse em um relatório durante a reunião que havia a necessidade de codificar a "revolução, construção socialista e suas conquistas" na constituição.
O projeto de constituição foi apresentado na 1ª sessão da 5ª Assembleia Popular Suprema, onde Kim Il-Sung comentou em um discurso durante a sessão de 25 de dezembro de 1972 "nossa realidade hoje exige urgentemente o estabelecimento de uma nova constituição socialista para consolidar as grandes conquistas do nosso povo na revolução socialista e na construção do socialismo e para estabelecer os princípios políticos, econômicos e cultural da sociedade socialista".
A Constituição Socialista da República Popular Democrática da Coreia foi adotada na 1ª sessão da 5ª legislatura da Assembleia Popular Suprema em 27 de dezembro de 1972, a mesma data em que a Coreia do Sul promulgou a constituição que deu poder lega à ditadura que governava a Coreia do Sul à época, a Constituição de Yushin.
A versão original da Constituição Socialista afirmava que a República Popular Democrática da Coreia é um estado socialista e independente que é guiado pela ideia Juche sob a liderança do Partido dos Trabalhadores da Coreia, com base nas relações socialistas de produção e economia independente, estabelecendo assim, que a economia norte-coreana funcionaria de maneira planejada, para alcançar a industrialização e seguiria gerenciada através do Sistema de Trabalho Taean. Segundo esta constituição, a Coreia do Norte está desenvolvendo uma "cultura socialista" em que as pessoas se tornam construtores do socialismo.
A constituição estabeleceu um novo sistema de governo para a Coreia do Norte onde o Gabinete foi substituído pelo Conselho de Administração, chefiado pelo Premier, tendo este o poder de chefe de governo, o presidente do presidente do presidium da Assembleia Popular Suprema tendo o poder de chefe de Estado e o secretário-geral do Partido dos Trabalhadores da Coreia tendo o poder de comandante supremo das forças armadas, presidente da Comissão de Defesa Nacional e o chefe do Comitê Central Popular - a nova instituição de liderança mais alta estabelecida pela constituição com uma ampla gama de poderes na política interna. A Assembleia Popular Suprema continua a ser a instituição governamental mais elevada, tendo esta além do poder de escrever, aprovar e vetar leis, também é responsável por eleger o Premier, os membros do Comitê Popular Central, os membros do Conselho de Administração, o presidente do Tribunal Central e o Procurador-Geral. O Comitê Permanente da Assembleia Popular Suprema teve seus poderes reduzidos a apenas exerce-os durante o recesso da Assembleia Popular Suprema.
A Constituição Socialista da República Popular Democrática da Coreia foi revista e complementada na Terceira Sessão da Nona Legislatura em 9 de abril de 1992, alterada e complementada na Primeira Sessão da Décima Legislatura em 5 de setembro de 1998 e também foi complementada nos anos de 2009, 2010, 2012, 2013, 2016 e, duas vezes, em 2019.

## Estrutura
A Constituição Socialista da República Popular Democrática da Coreia consiste em um preâmbulo e 172 artigos organizados em sete capítulos. A constituição é considerada única por combinar fortes tendências tradicionais da nação coreana e do pensamento socialista, bem como por fazer referência à ideia Juche do país.

### Preâmbulo
O preâmbulo descreve a Coreia do Norte, que tem o nome oficial de República Popular Democrática da Coreia, como o "estado socialista de Juche" que aplica as ideias e realizações de Kim Il-Sung e Kim Jong-Il na construção do Estado.
Kim Il-Sung é creditado como o "fundador da República Popular Democrática da Coreia e pai da Coreia socialista", que fundou a ideia Juche e transformou a Coreia do Norte em um país socialista. Kim Jong-Il é creditado como o "patriota incomparável e defensor da Coreia socialista" que manteve as políticas de Kim Il-Sung e transformou a Coreia do Norte em uma potência político-ideológica, um estado nuclear e uma potência militar através da política Songun.
Kim Il-Sung e Kim Jong-Il foram descritos pelo preâmbulo como tendo sempre trabalhado para o povo sob o lema "o povo é o meu Deus" e são creditados por fazer da Coreia do Norte um país único no mundo e por realizar as tarefas de construir um Estado próspero e independente. O preâmbulo também elogia ambos os líderes como "salvadores da nação que realizaram façanhas imortais para alcançar a causa da reunificação nacional" e "estadistas veteranos do mundo que abriram uma nova era de independência, realizaram atividades enérgicas para fortalecer e desenvolver o movimento socialista e o movimento não alinhado, bem como para a paz mundial e a amizade entre os povos, e fizeram uma contribuição imperecível para a causa da independência humana".
O preâmbulo declara que as ideias e as realizações de Kim Il-Sung e Kim Jong-Il são "tesouros duradouros da revolução coreana e a garantia básica para a prosperidade da República Popular Democrática da Coreia".
O preâmbulo conclui consagrando Kim Il-Sung e Kim Jong-Il como os líderes eternos da Coreia do Norte, e que a constituição consistiria em suas ideias e realizações, o que a torna a "Constituição de Kim Il-Sung e Kim Jong-Il".

### Capítulo I - Política

#### Artigo 1
A República Popular Democrática da Coreia é um Estado Socialista independente que representa os interesses de todo o povo.

#### Artigo 2
A República Popular Democrática da Coreia é um Estado Revolucionário que herdou as brilhantes tradições estabelecidas na gloriosa luta revolucionária contra os agressores imperialistas pela libertação da Pátria, pela liberdade e pela felicidade do povo.

#### Artigo 3
A República Popular Democrática da Coreia é guiada em sua construção e atividades apenas pelo grande Kimilsungismo-Kimjongilismo.

#### Artigo 4
O poder da República Popular Democrática da Coreia pertence aos operários, camponeses, intelectuais e demais setores do povo trabalhador. O povo trabalhador exerce o poder através de seus órgãos representativos: a Assembleia Popular Suprema e as assembleias populares locais a todos os níveis.

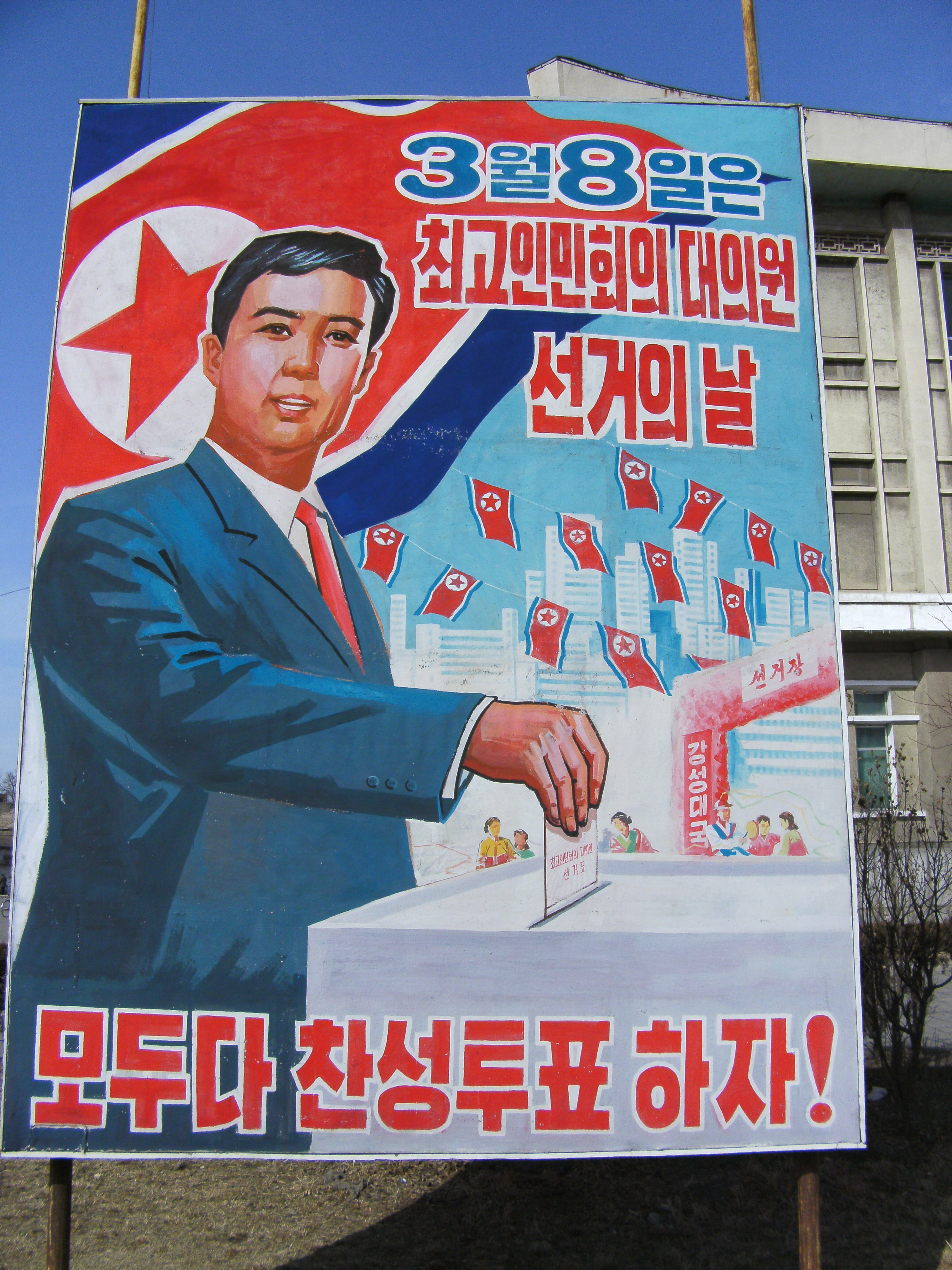
Cartaz de propaganda convocando a população para participar das eleições

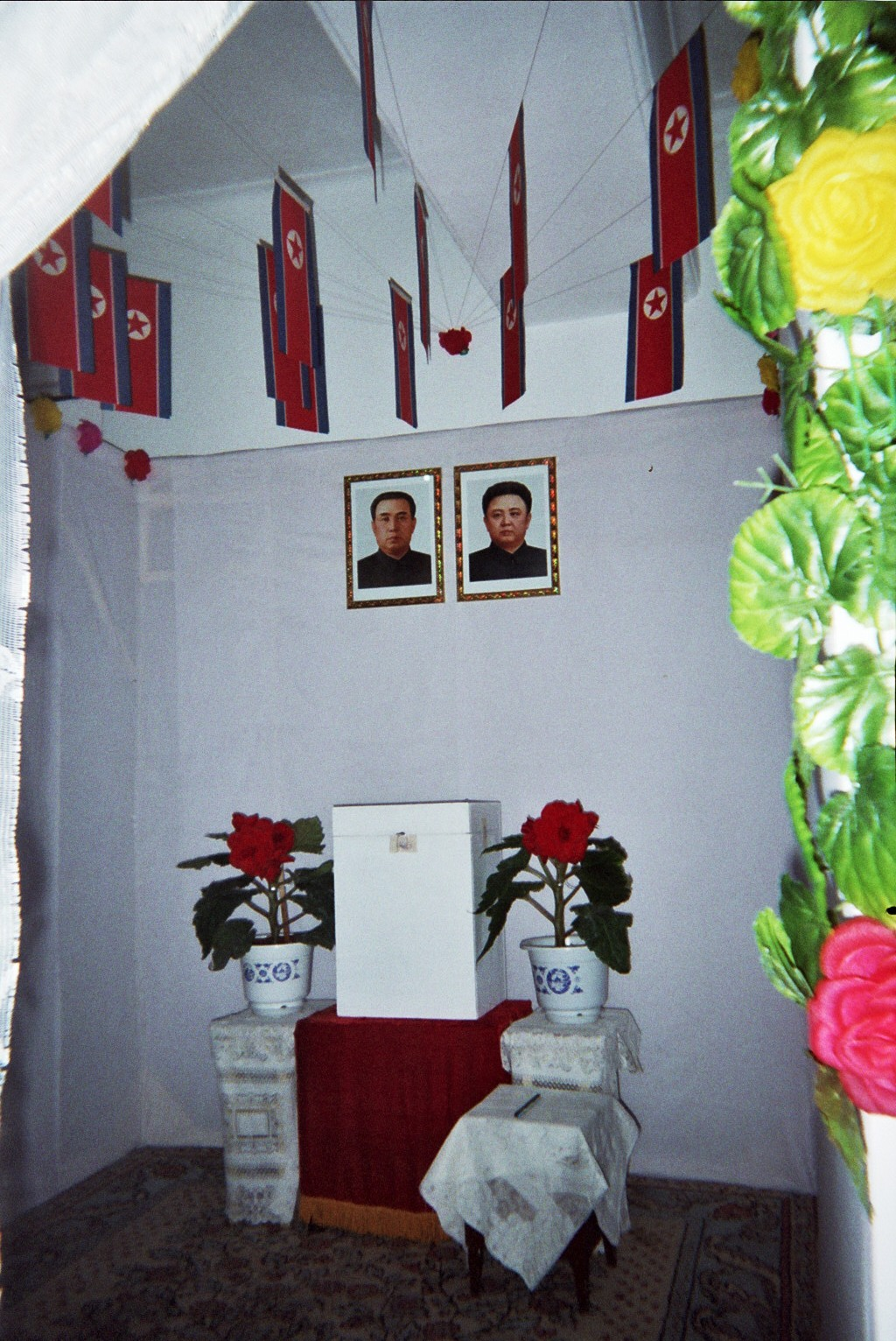
Urna na Coreia do Norte

#### Artigo 5
Todos os órgãos do Estado na República Popular Democrática da Coreia se estruturam e dirigem sobre a base do princípio do centralismo democrático.

#### Artigo 6
Os órgãos do poder do Estado em todos os níveis, da Assembleia Popular do condado à Assembleia Popular Suprema, são eleitos com base no princípio do sufrágio universal, igual e direto por escrutínio secreto.

#### Artigo 7
Os membros dos órgãos de poder a todos os níveis mantêm estreitas relações com os eleitores e respondem por seu trabalho ante dos mesmos. Os eleitores podem revogar os membros em qualquer momento, se traírem sua confiança.

#### Artigo 8
O sistema social da República Popular Democrática da Coreia é um sistema centrado nas pessoas, sob o qual os trabalhadores são os donos de tudo e tudo na sociedade os serve. O Estado defenderá os interesses dos trabalhadores, camponeses, soldados, intelectuais e todos os demais trabalhadores que foram libertados da exploração e da opressão e se tornarão os senhores do Estado e da sociedade, e respeitará e protegerá os direitos humanos.

#### Artigo 9
A República Popular Democrática da Coreia se esforçará para alcançar a vitória completa do socialismo na metade norte da Coreia, fortalecendo o poder do povo e realizando vigorosamente as três revoluções - ideológicas, tecnológicas e culturais - e reunificando o país com o princípio da independência, pacífica reunificação e grande unidade nacional.

#### Artigo 10
A República Popular Democrática da Coreia se sustenta na união política e ideológica de todo o povo, baseada na aliança operário-camponesa guiada pela classe trabalhadora. O Estado impõe a consciência revolucionária e da classe trabalhadora a todos os membros da sociedade mediante a intensificação da revolução ideológica e transformar toda a sociedade em um coletivo unido por laços de camaradagem.

#### Artigo 11

Bandeira do Partido dos Trabalhadores da Coreia, o partido designado como partido dirigente do país

A República Popular Democrática da Coreia efetua todas as suas atividades sob a direção do Partido dos Trabalhadores da Coreia.

#### Artigo 12
O Estado mantem a linha classicista e fortalece a ditadura da democracia popular para defender com firmeza o poder popular e o regime socialista frente as manobras de destruição dos elementos hostis internos e externos.

#### Artigo 13
O Estado manterá o método de trabalho revolucionário de ir entre as massas para encontrar soluções para os problemas, implementando a linha de massas e dando pleno jogo à força e criatividade espirituais das massas, dando precedência ao trabalho político, trabalhando com as pessoas.

#### Artigo 14
O Estado conduzirá com determinação o Movimento da Bandeira Vermelha da Terceira-Revolução e outros movimentos de massa, a fim de acelerar ao máximo a construção do socialismo.

#### Artigo 15
A República Popular Democrática da Coreia defenderá os direitos democráticos nacionais dos coreanos no exterior e seus direitos reconhecidos pelo direito internacional e seus interesses.

#### Artigo 16
A República Popular Democrática da Coreia garante aos estrangeiros residentes a legitimidade de seus interesses e direitos.

#### Artigo 17
Independência, paz e amizade são os ideais básicos da política externa e os princípios das atividades externas da República Popular Democrática da Coreia. O Estado estabelecerá relações diplomáticas e políticas, econômicas e culturais com todos os países amigos, com base nos princípios de completa igualdade, independência, respeito mútuo, não interferência nos assuntos internos e benefícios mútuos. O Estado promoverá a união com pessoas de todo o mundo que defenderem sua independência, e resolutamente apoiará e encorajará as lutas de todas as pessoas que se opõem a todas as formas de agressão e interferência e lutará pela independência de seus países e pela emancipação nacional e de classe.

#### Artigo 18
A lei da República Popular Democrática da Coreia reflete os desejos e interesses dos trabalhadores e é um instrumento básico para a administração do Estado. O respeito à lei e a estrita adesão e execução são dever de todas as instituições, empresas, organizações e cidadãos. O Estado tem a tarefa de aperfeiçoar o sistema legal socialista e fortalecer a vida socialista sob o cumprimento da lei.

### Capítulo II - Economia

#### Artigo 19
A República Popular Democrática da Coreia se sustenta nas relações socialistas de produção e na base da economia nacional autossuficiente.

#### Artigo 20
Os meios de produção na República Popular Democrática da Coreia são propriedade do Estado, das organizações sociais e cooperativas.

#### Artigo 21
A propriedade do Estado pertence a todas as pessoas. Não há limite para a propriedade que o Estado possa possuir. Todos os recursos naturais, ferrovias, serviços de transporte aéreo, estabelecimentos de correios e telecomunicações, bem como as principais fábricas e empresas, portos e bancos do país são de propriedade exclusiva do Estado. O Estado deve proteger e desenvolver, preferencialmente, propriedades do Estado que desempenhem um papel de liderança no desenvolvimento econômico do país.

#### Artigo 22
A propriedade das organizações sociais e cooperativas é propriedade coletiva dos trabalhadores incorporados a estas. As organizações sociais e cooperativas podem ter em propriedade terras, máquinas agrícolas, barcos, fábricas e pequenas e médias empresas. O Estado protege a propriedade das organizações sociais e cooperativas.

#### Artigo 23
O Estado consolida e desenvolve o sistema de economia cooperativa socialista ao elevar a consciência ideológica e o nível técnico-cultural dos camponeses, une organicamente a propriedade de todo o povo e a cooperativa no sentido de que a primeira fortaleça seu papel reitor sobre a segunda e melhore a direção e administração sobre esta, e converta gradualmente a propriedade das organizações cooperativas em propriedade de todo o povo de acordo com a vontade expressa de todos os seus membros.

#### Artigo 24
Propriedade privada é propriedade pertencente e consumida por cidadãos individuais. A propriedade privada é derivada da distribuição socialista de acordo com o trabalho realizado e de benefícios suplementares concedidos pelo Estado e pela sociedade. Os produtos das atividades laterais individuais, incluindo os de hortas, bem como os rendimentos de outras atividades econômicas legais, também devem ser de propriedade privada. O Estado protegerá a propriedade privada e garantirá por lei o direito de herdá-la.

#### Artigo 25
A República Popular Democrática da Coreia tem como princípio supremo de sua atividade melhorar sem cessar a vida material e cultural do povo. Todos os bens materiais da sociedade, onde os impostos estarão totalmente abolidos, se destinam ao fomento do bem estar dos trabalhadores. O Estado garante a todos os trabalhadores plenas condições para alimentação, vestuário e habitação.

#### Artigo 26
A economia nacional autossuficiente estabelecida na RPDC constitui um recurso sólido para a feliz vida socialista do povo e da prosperidade e progresso do país. O Estado, aderindo à linha de construção de uma economia nacionalizada, socialista e independente, procurará promover a economia nacional em uma base moderna, científica e tecnológica orientada sob a ideia Juche, de modo a tornar a economia nacional uma economia altamente desenvolvida e construir fundamentos materiais e técnicos compatíveis com uma sociedade completamente socialista.

#### Artigo 27
A revolução tecnológica é um elo básico para o desenvolvimento da economia socialista e a força científica e tecnológica é o recurso estratégico mais importante do Estado. O Estado deve aprimorar o papel principal da ciência e da tecnologia em todas as suas atividades econômicas, alcançar a integração da ciência e da tecnologia com a produção e promover vigorosamente o movimento de inovação técnica em massa, acelerando a construção econômica.

#### Artigo 28

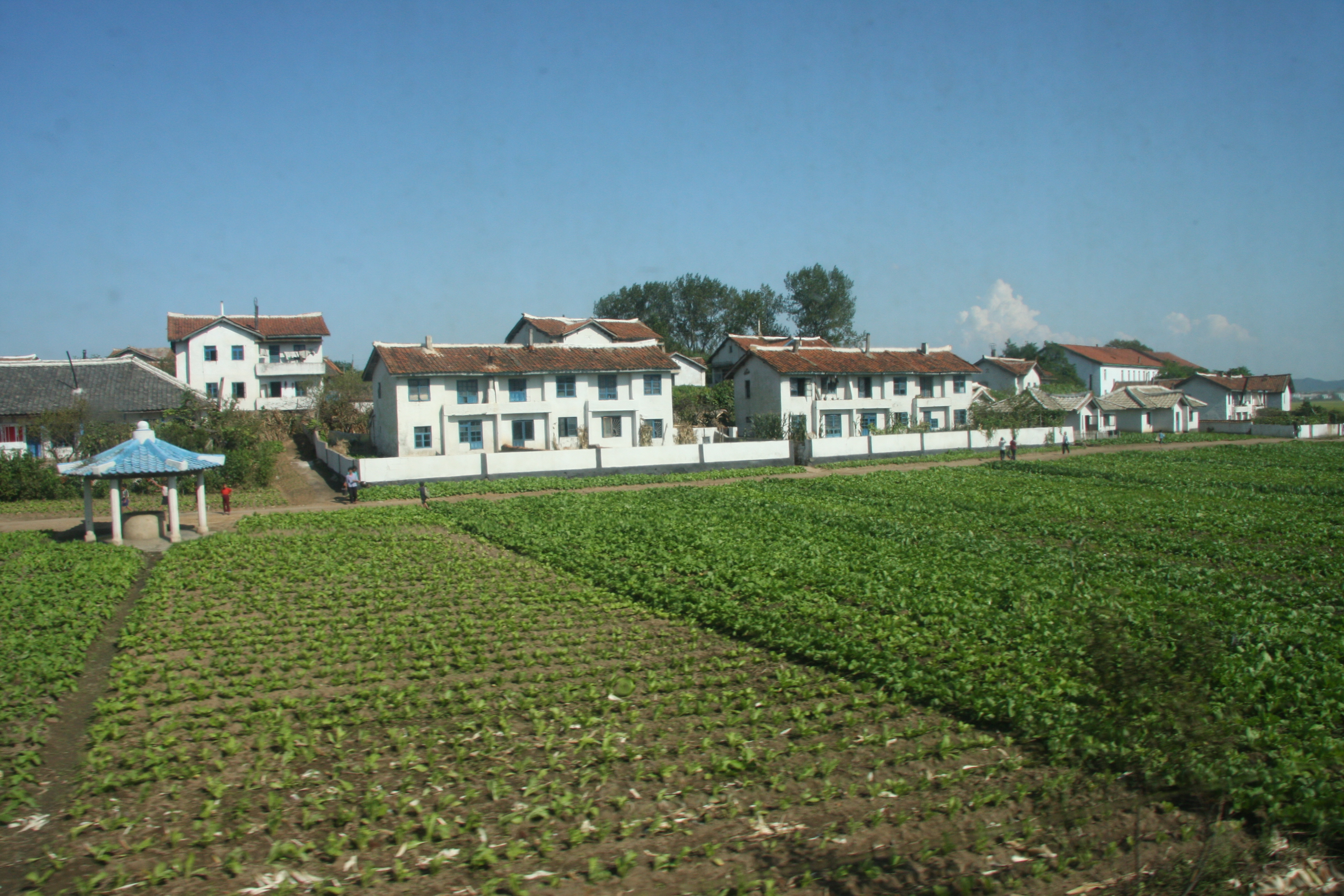
Conjunto de casas entregue gratuitamente em zona rural da Coreia do Norte

O Estado industrializará e modernizará a agricultura por meio da revolução técnica rural e melhorará o papel dos condados e sua orientação e assistência às áreas rurais, a fim de eliminar a diferença entre cidade e campo e a distinção de classe entre trabalhadores e camponeses. O Estado empreenderá, às suas próprias custas, a construção de instalações de produção para fazendas cooperativas e casas modernas no campo.

#### Artigo 29
O socialismo é construído pelo trabalho criativo das massas trabalhadoras. O trabalho na República Popular Democrática da Coreia é um trabalho independente e criativo dessas massas, livre de exploração e opressão. O Estado providenciará trabalho a todos de modo que o desemprego seja desconhecido e todos possam viver de maneira alegre e sob uma vida de qualidade para que eles possam trabalhar com entusiasmo consciente e criatividade para a sociedade, o coletivo e eles próprios.

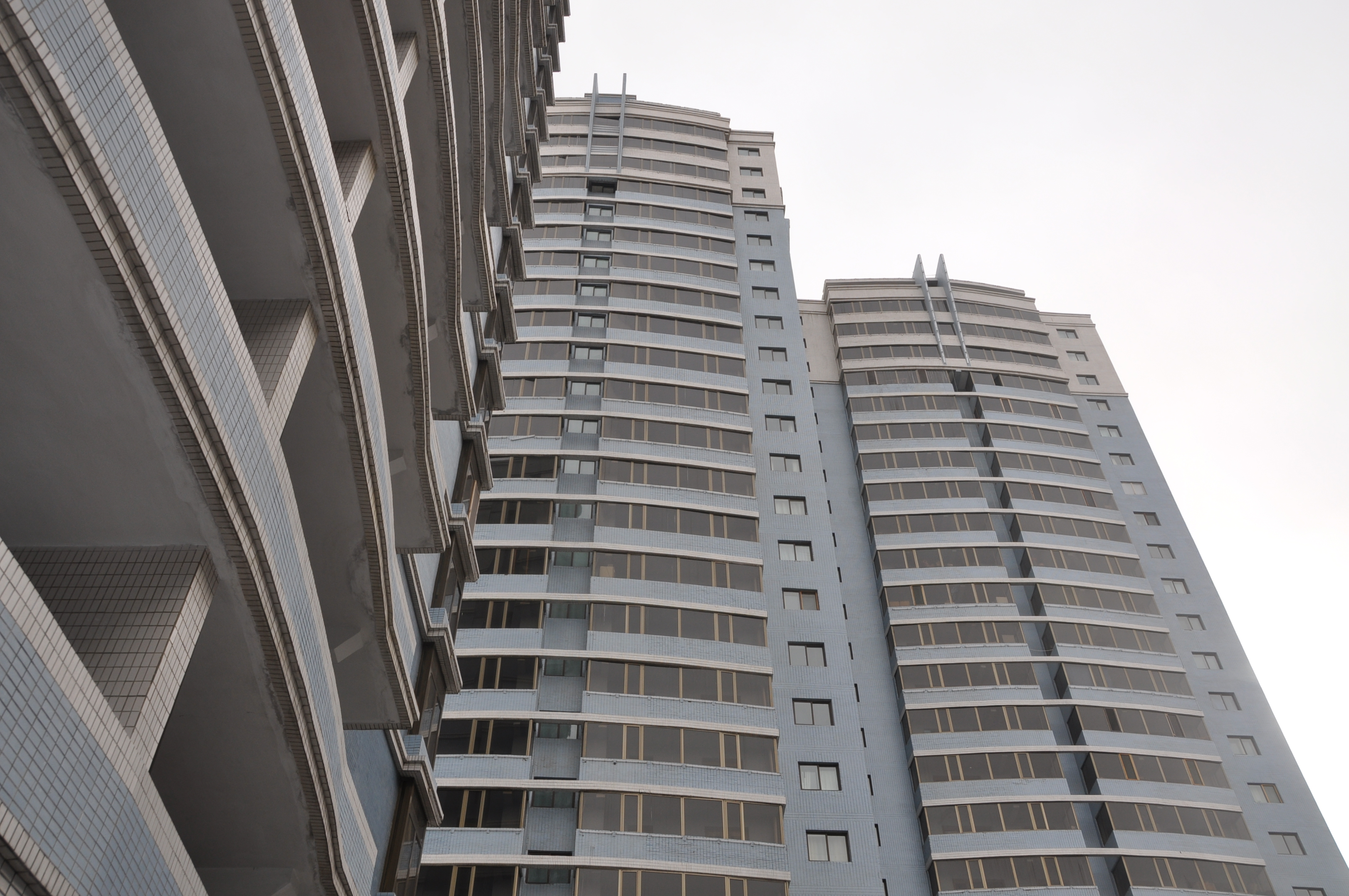
Prédio de apartamentos entregues para professores universitários em Pyongyang

#### Artigo 30
A jornada de trabalho diário será de oito horas. A duração da jornada de trabalho será encurtada a depender das necessidades e condições especiais. O Estado deve organizar o trabalho de forma eficaz, fortalecer as regras trabalhistas e garantir que a horas de trabalho serão utilizadas ao máximo as por meio da mão de obra e da disciplina trabalhista.

#### Artigo 31
Na República Popular Democrática da Coreia, a idade mínima para trabalhar é de 16 anos. O Estado proibirá o emprego de daqueles abaixo da idade mínima.

#### Artigo 32
O Estado deve aderir firmemente ao princípio de combinar adequadamente a orientação política com a orientação econômica e técnica, a orientação unificada do Estado com a criatividade de cada unidade, a direção unitária com a democracia, o incentivo político e moral com o incentivo material e garantir a lucratividade na orientação e gestão da economia socialista. 

#### Artigo 33
O Estado deve orientar e gerir a economia nacional de forma que a gestão econômica socialista seja  operada e gerida de forma científica e racional em função do coletivo, ou seja, a partir do Sistema Taean de Trabalho. O Estado aplicará o sistema socialista de operação comercial responsável na gestão econômica e fará uso adequado de alavancas econômicas como custo, preço e lucro.

#### Artigo 34
A economia nacional da República Popular Democrática da Coreia é uma economia planejada. O Estado elaborará e implementará os planos para o desenvolvimento da economia nacional de acordo com as leis do desenvolvimento econômico socialista para que o equilíbrio entre acumulação e consumo possa ser mantido corretamente, a construção econômica acelerada, o padrão de vida das constantemente aumentado e a defesa nacional reforçada. O Estado formulará planos para garantir uma alta taxa de crescimento da produção e um desenvolvimento equilibrado da economia nacional, implementando um planejamento unificado e detalhado.

#### Artigo 35
A RPDC compilará e executará o orçamento do Estado juntamente com o plano nacional de desenvolvimento econômico.
O Estado intensificará as campanhas pelo aumento da produção e expansão da economia, fará estritamente os regulamentos financeiros, aumentará a poupança do Estado e expandirá e desenvolverá a propriedade socialista.

#### Artigo 36
Na República Popular Democrática da Coreia, o comércio exterior será conduzido por órgãos e empresas estatais e também por organizações sociais e cooperativas. O Estado manterá a dignidade de crédito no comércio exterior, melhorará a estrutura do comércio e expandirá e desenvolverá relações econômicas externas sobre os princípios de igualdade e benefício mútuo.

#### Artigo 37
O Estado incentivará instituições, empresas e organizações no país a conduzir empreendimentos conjuntos contratuais ou patrimoniais com empresas e indivíduos estrangeiros e a estabelecer e operar empresas de vários tipos em zonas econômicas especiais.

#### Artigo 38
O Estado deve adotar uma política tarifária para proteger a economia nacional independente.

### Capítulo III - Cultura

#### Artigo 39

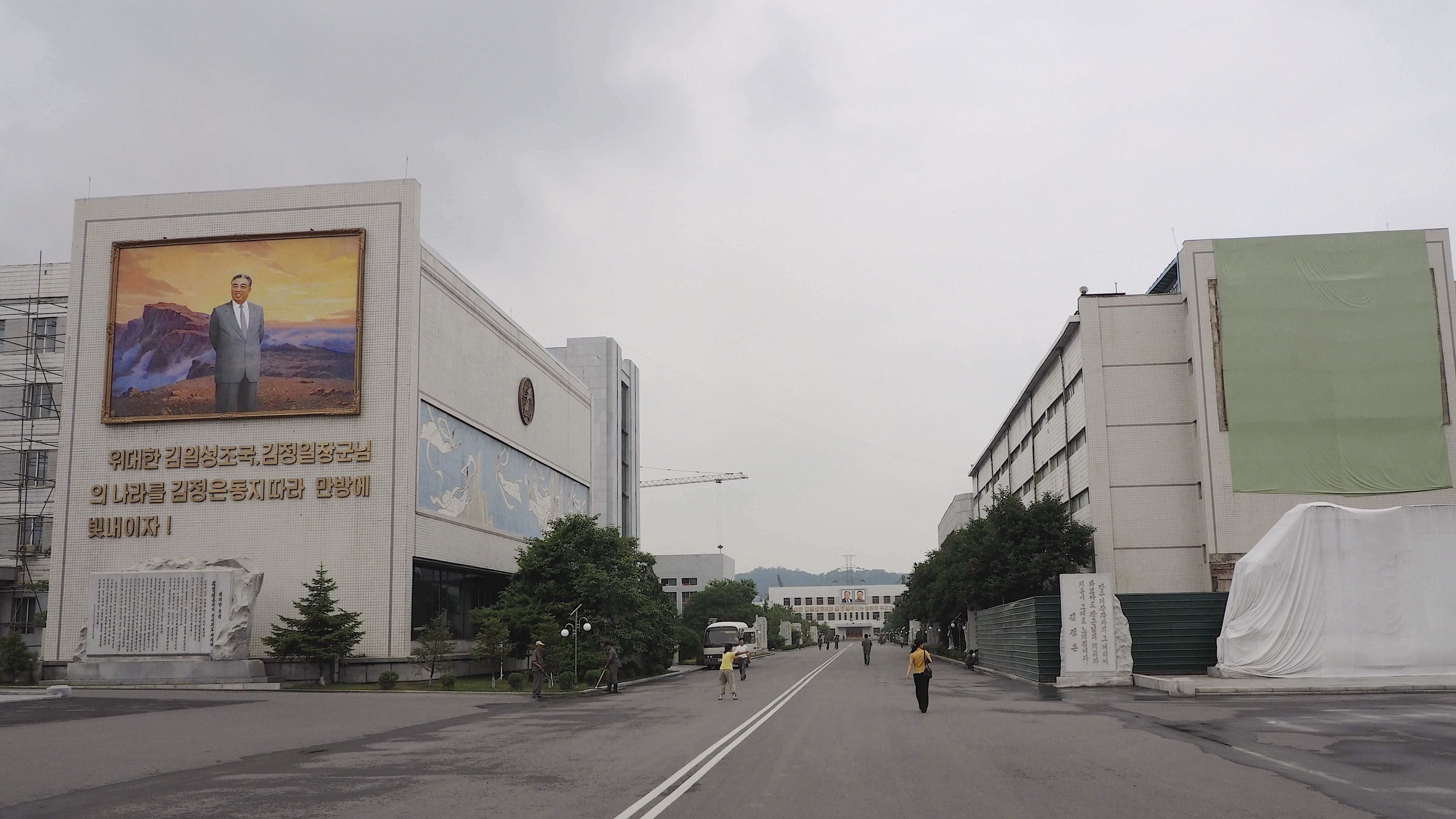
Estúdio de Arte Mansudae, o maior estúdio de arte do mundo

A cultura socialista, que está florescendo e se desenvolvendo na República Popular Democrática da Coreia, deve contribuir para melhorar a capacidade criativa do povo trabalhador e para atender às suas sólidas demandas culturais e estéticas.

#### Artigo 40
A República Popular Democrática da Coreia, realizando uma profunda revolução cultural, treinará todo o povo para ser construtor do socialismo equipado com um profundo conhecimento da natureza e da sociedade e um alto nível de cultura e tecnologia, tornando assim todo o povo versado em ciência e tecnologia.

#### Artigo 41

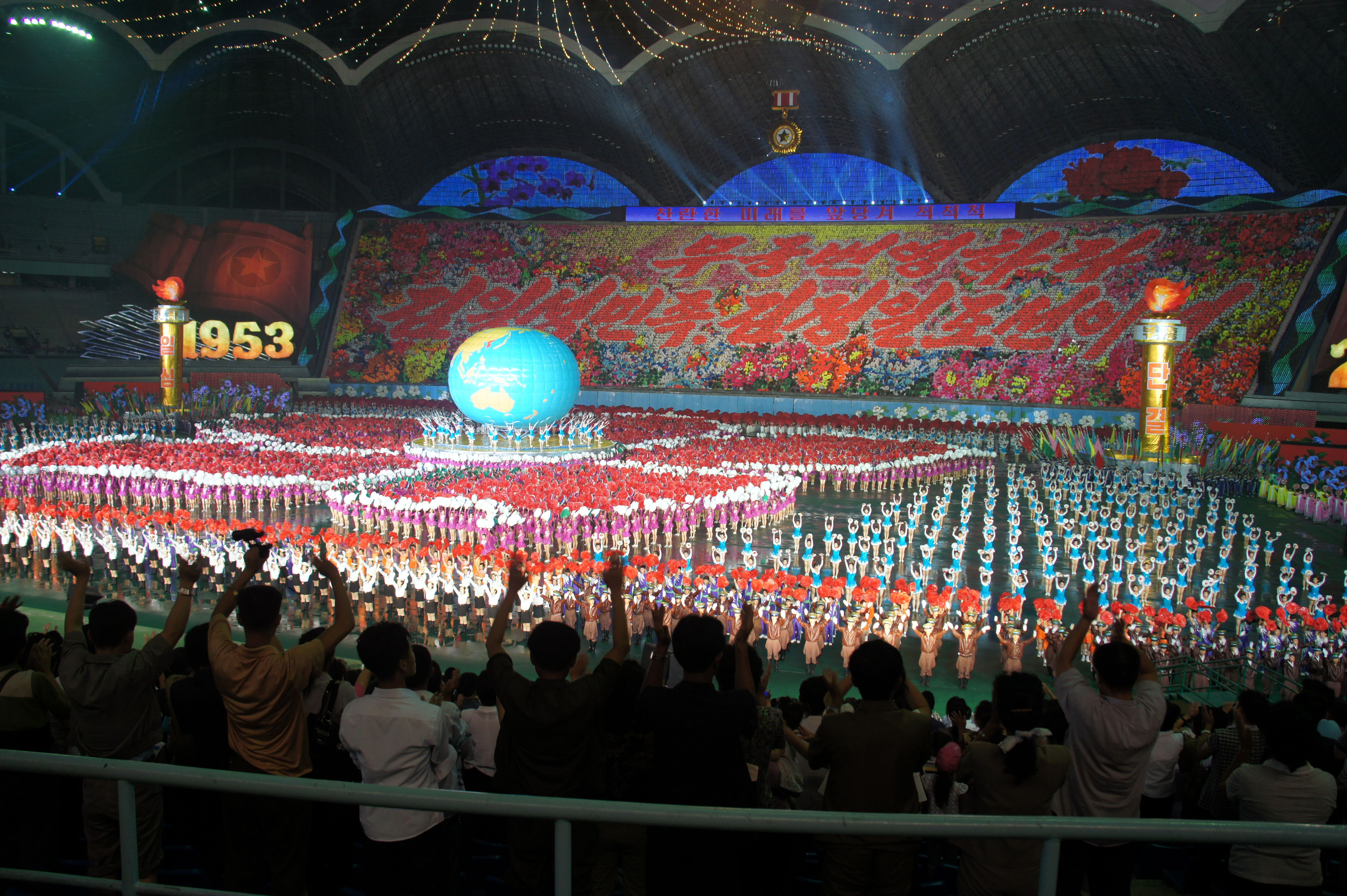
Festival Arirang no Estádio Primeiro de Maio Rungrado, o maior estádio do mundo

A República Popular Democrática da Coreia deve desenvolver uma cultura revolucionária socialista verdadeiramente orientada para o povo, pelo povo e que sirva ao povo. Ao construir uma cultura nacional socialista, o Estado deve se opor à infiltração cultural do imperialismo, proteger sua herança cultural nacional com base no princípio de estabelecer a orientação Juche e permanecer fiel ao princípio da verdade histórica e da precisão científica, e desenvolvê-la de acordo com a situação socialista existente.

#### Artigo 42
O Estado deve eliminar o modo de vida herdado da sociedade ultrapassada e estabelecer um novo modo de vida socialista em todas as esferas.

#### Artigo 43

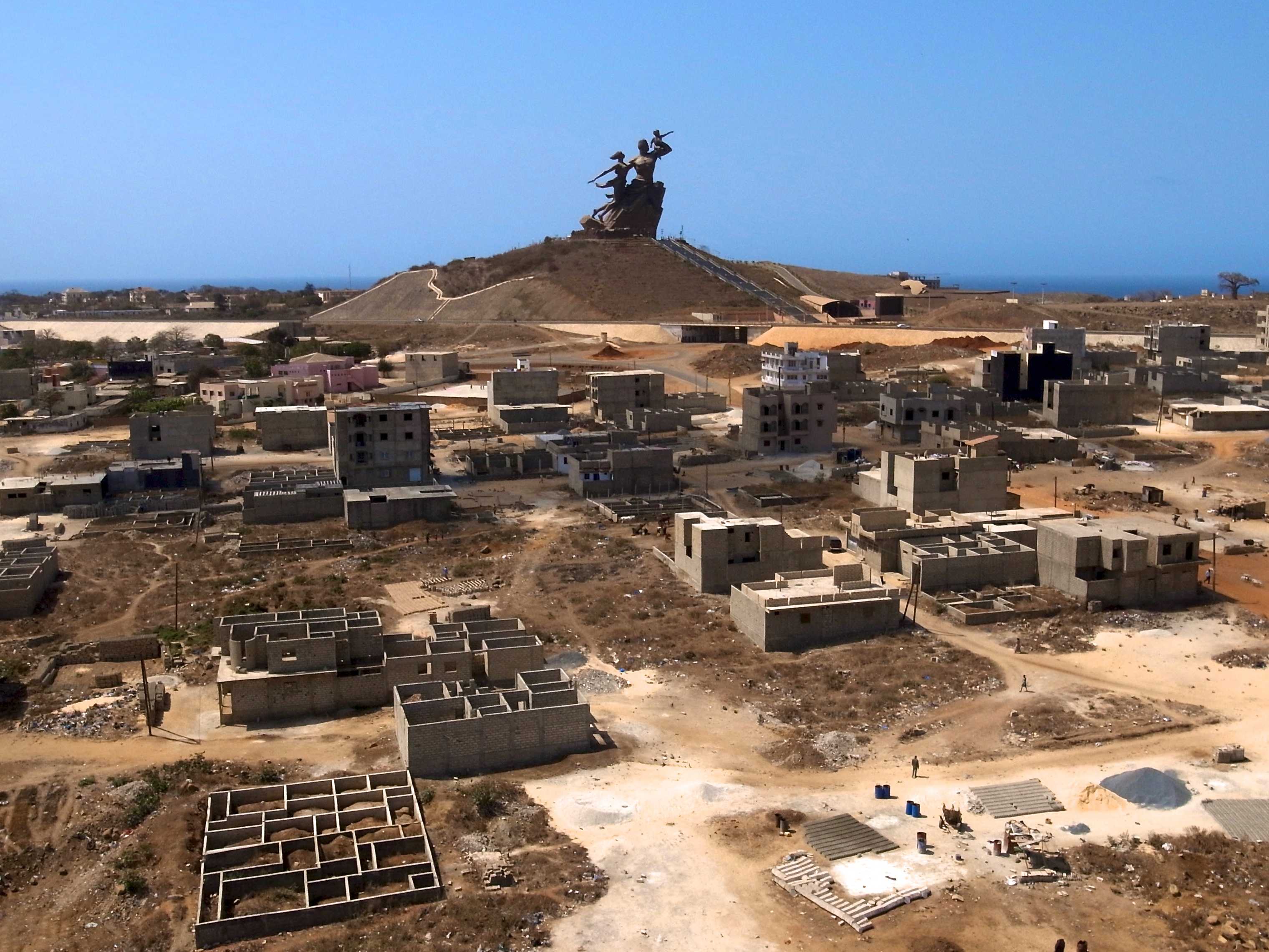
A exportação artística é um grande setor econômico da Coreia do Norte. O Monumento da Renascença Africana, o maior monumento da África, foi construído por artistas do Estúdio de Arte Mansudae

O Estado deve incorporar os princípios da pedagogia socialista, de modo a elevara nova geração a ser patriotas genuínos que lutarão pela sociedade e pelo coletivo, pelo país e pelo povo, a serem pilares do socialismo os que são conhecedores, moralmente corretos e fisicamente saudáveis.

#### Artigo 44
O Estado colocará a educação e a formação de quadros nacionais para todos o demais trabalhos e combina estreitamente a educação geral com a educação tecnológica e com o ensino do trabalho produtivo.

#### Artigo 45
O Estado desenvolverá a educação obrigatória universal de doze anos, que inclui a educação pré-escolar obrigatória de um ano em alto nível de acordo com a tendência da ciência e tecnologia modernas e com os requisitos práticos da construção socialista.

#### Artigo 46
O Estado treinará talentos científicos e técnicos competentes, aprimorando o sistema educacional regular, bem como as diferentes formas de estudo durante o trabalho, e melhorando constantemente o conteúdo, métodos, condições e ambiente da educação.

#### Artigo 47
O Estado fornecerá educação a todos os alunos e estudantes gratuitamente e concederá subsídios a estudantes de universidades e faculdades.

#### Artigo 48
O Estado intensificará a educação social, e a todos os trabalhadores será garantido condições para o estudo.

#### Artigo 49
Todas as crianças em idade pré-escolar serão mantidas em creches e jardins de infância às custas do Estado e do dinheiro público.

#### Artigo 50
O Estado estabelecerá a orientação Juche na pesquisa científica, introduzirá a ciência e a tecnologia avançadas de todas as formas possíveis, aumentará o investimento do Estado no setor de pesquisa científica, abrirá novas áreas da ciência e tecnologia e elevará a ciência e a tecnologia do país ao nível mundial.

#### Artigo 51
O Estado elaborará planos para desenvolver ciência e tecnologia, estabelecerá disciplinas para implementá-lo e fortalecer a cooperação criativa entre cientistas, técnicos e produtores.

#### Artigo 52
O Estado desenvolverá arte e literatura revolucionárias, orientadas pela ideia Juche, de forma nacional e de conteúdo socialista. O Estado incentivará trabalhadores e artistas criativos a produzir obras de alto valor ideológico e artístico e alistar as amplas seções das massas em atividades literárias e artísticas.

#### Artigo 53
O Estado fornecerá instalações culturais modernas o suficiente para atender às demandas das pessoas que desejam melhorar-se continuamente, tanto mentalmente quanto fisicamente, para que os trabalhadores desfrutem de uma vida cultural socialista e estética.

#### Artigo 54
O Estado deve proteger nossa língua de todas as tentativas de obliterá-la e deve desenvolvê-la para atender às necessidades dos dias atuais.

#### Artigo 55

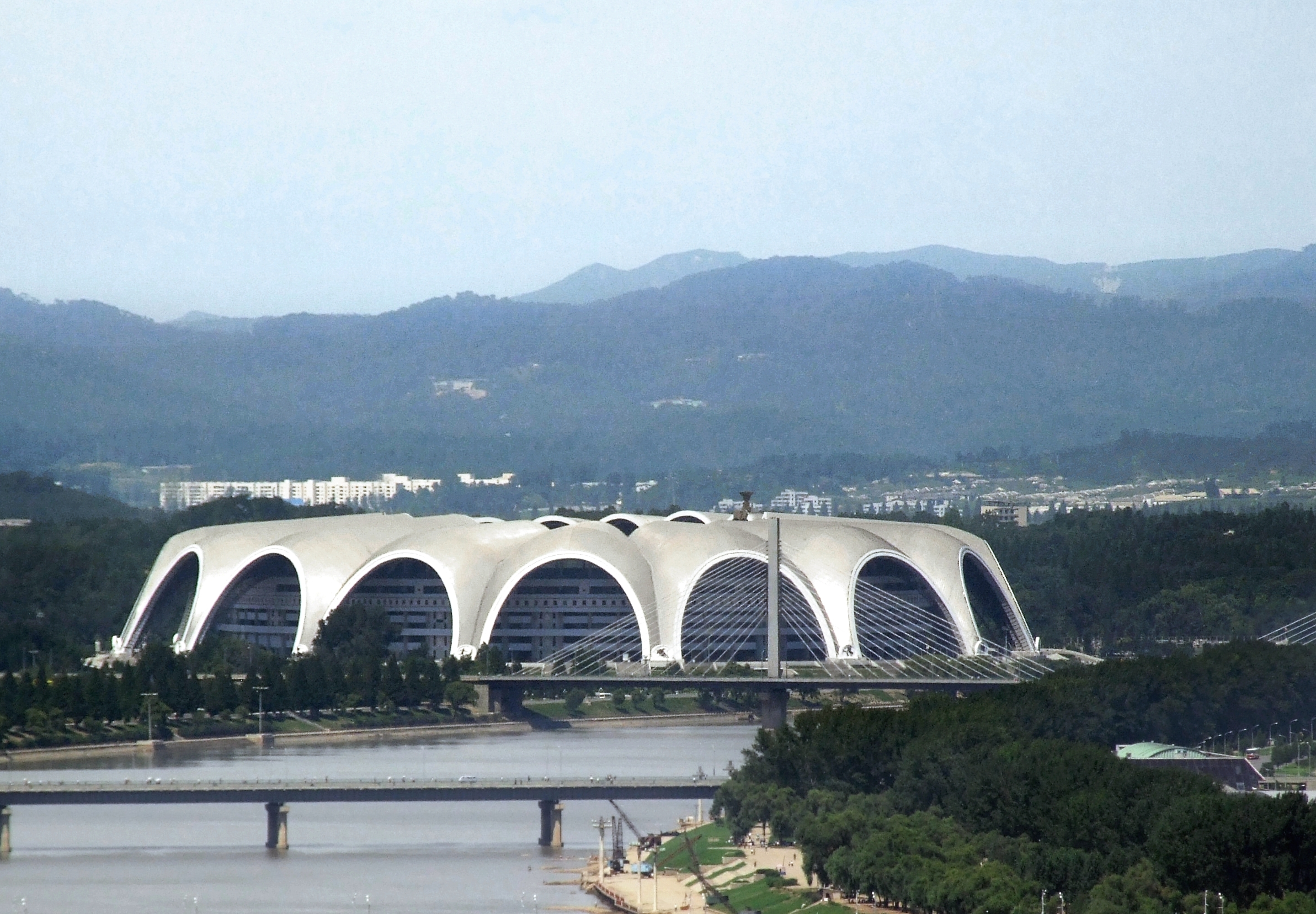
Estádio Primeiro de Maio Rungrado, em Pyongyang, o maior estádio do mundo

O Estado deve preparar minuciosamente todas as pessoas para o trabalho e à defesa nacional, popularizará a educação física e o esporte, tornando sua prática diária, e aprimorará as habilidades esportivas para atender à realidade de nosso país e às tendência das habilidades esportivas modernas.

#### Artigo 56
O Estado protegerá a vida das pessoas e melhorará a saúde dos trabalhadores, consolidando e desenvolvendo o sistema de serviço médico gratuito universal, fortalecendo o sistema médico distrital, promovendo a medicina preventiva e melhorando o fornecimento de materiais ao setor de saúde pública.

#### Artigo 57
O Estado adotará medidas para proteger o meio ambiente em prioridade sobre a produção, promoverá a preservação do ambiente natural e evitará a poluição ambiental, a fim de proporcionar às pessoas um ambiente de vida higiênico e boas condições de trabalho.

### Capítulo IV - Defesa Nacional

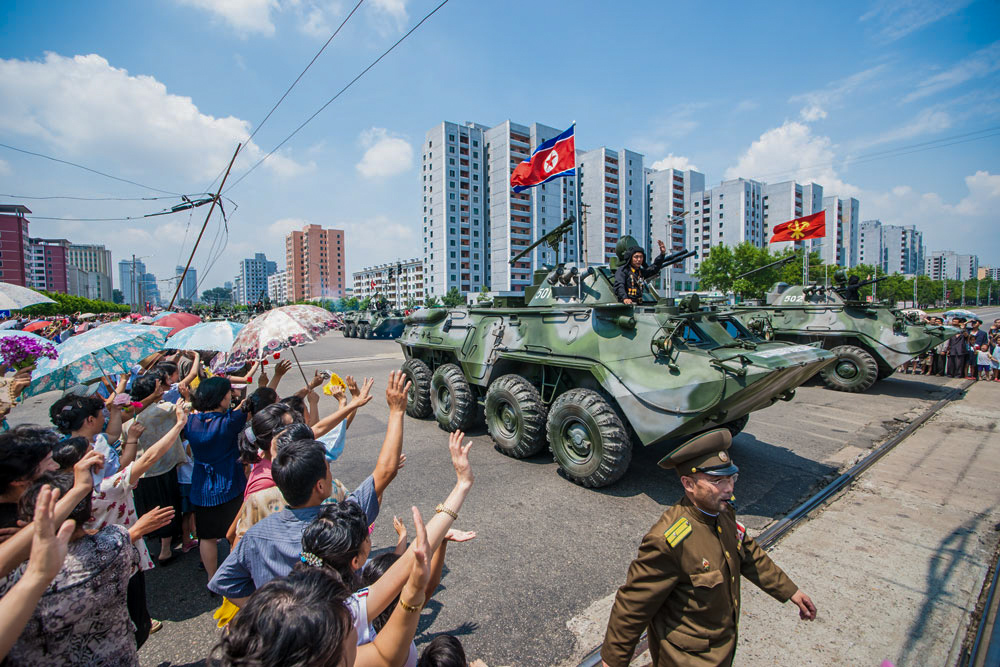
Parada Militar no Dia da Vitória

#### Artigo 58
A República Popular Democrática da Coreia se apoia no sistema de defesa liderado pelo povo.

#### Artigo 59
A missão das forças armadas da República Popular Democrática da Coreia é defender, através da implementação da linha revolucionária baseada na Política Songun, a liderança da revolução, salvaguardar os interesses dos trabalhadores, defender o sistema socialista e as conquistas da revolução e proteger a liberdade, independência e a paz nacional da agressão estrangeira.

#### Artigo 60

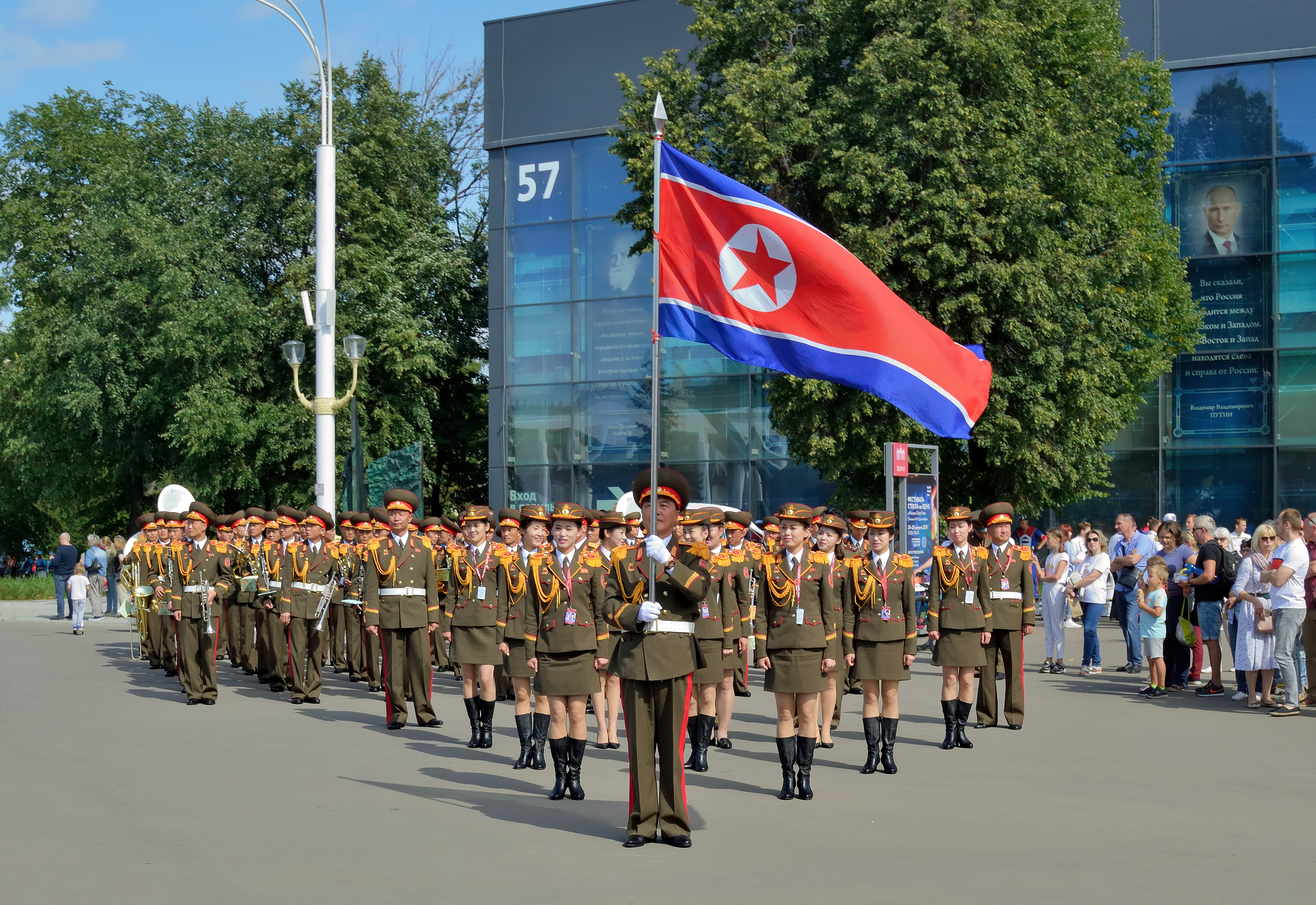
Banda Militar do Exército Popular da Coreia, Moscou

O Estado implementará a linha de defesa independente, cuja importância é treinar o exército para ser um exército de quadros, modernizará o exército, armará todo o povo e fortificará as bases políticas e ideológicas do exército e de todo o povo.

#### Artigo 61
O Estado deve estabelecer um sistema de comando revolucionário e clima militar, fortalecer as disciplinas militares e de massa no exército, e dar pleno andamento aos nobres traços tradicionais de unidade entre oficiais e homens, e combinará o trabalho militar e político e a unidade entre o exército e as pessoas.

### Capítulo V - Direitos e Deveres Fundamentais dos Cidadãos

#### Artigo 62
As condições para ser cidadão da República Popular Democrática da Coreia são definidas pela Lei Sobre Nacionalidade. O cidadão é protegido pela República Popular Democrática da Coreia, independentemente do lugar de onde resida.

#### Artigo 63
Os direitos e deveres do cidadão na República Popular Democrática da Coreia estão baseados no princípio coletivista de “um por todos e todos por um”.

#### Artigo 64
O Estado garantirá efetivamente os direitos e as liberdades democráticas de todos os cidadãos, bem como o bem-estar material e cultural dos mesmos. Na República Popular Democrática da Coreia, os direitos e liberdades dos cidadãos serão ampliados com a consolidação e o desenvolvimento do sistema socialista.

#### Artigo 65
Os cidadãos gozam de direitos iguais em todas as esferas do Estado e da atividade pública.

#### Artigo 66
Todos os cidadãos que tenham completado 17 anos têm o direito de eleger e ser eleito, independentemente do sexo, raça, ocupação, tempo de residência, estatuto de propriedade, educação, filiação partidária, opiniões políticas ou crença religiosa. Os cidadãos que servem nas forças armadas também têm o direito de eleger e ser eleitos. As pessoas privadas de seus direitos por decisão judicial e as pessoas certificadas como insanas não têm o direito de eleger ou ser eleita.

#### Artigo 67
É garantida aos cidadãos a liberdade de expressão, imprensa, assembleia, manifestação e associação. O Estado garantirá as condições para a livre atividade de partidos políticos democráticos e organizações sociais.

#### Artigo 68
O cidadão tem liberdade de crença religiosa. Esse direito é garantido com a permissão de construir edifícios e celebrar cerimonias com fins religiosos. Não se pode aproveitar a religião para introduzir forças estrangeiras ou perturbar a ordem estatal e social.

#### Artigo 69
Os cidadãos têm o direito de enviar reclamações e petições. O Estado investigará e tratará as queixas e petições de maneira imparcial, conforme estipulado por lei.

#### Artigo 70

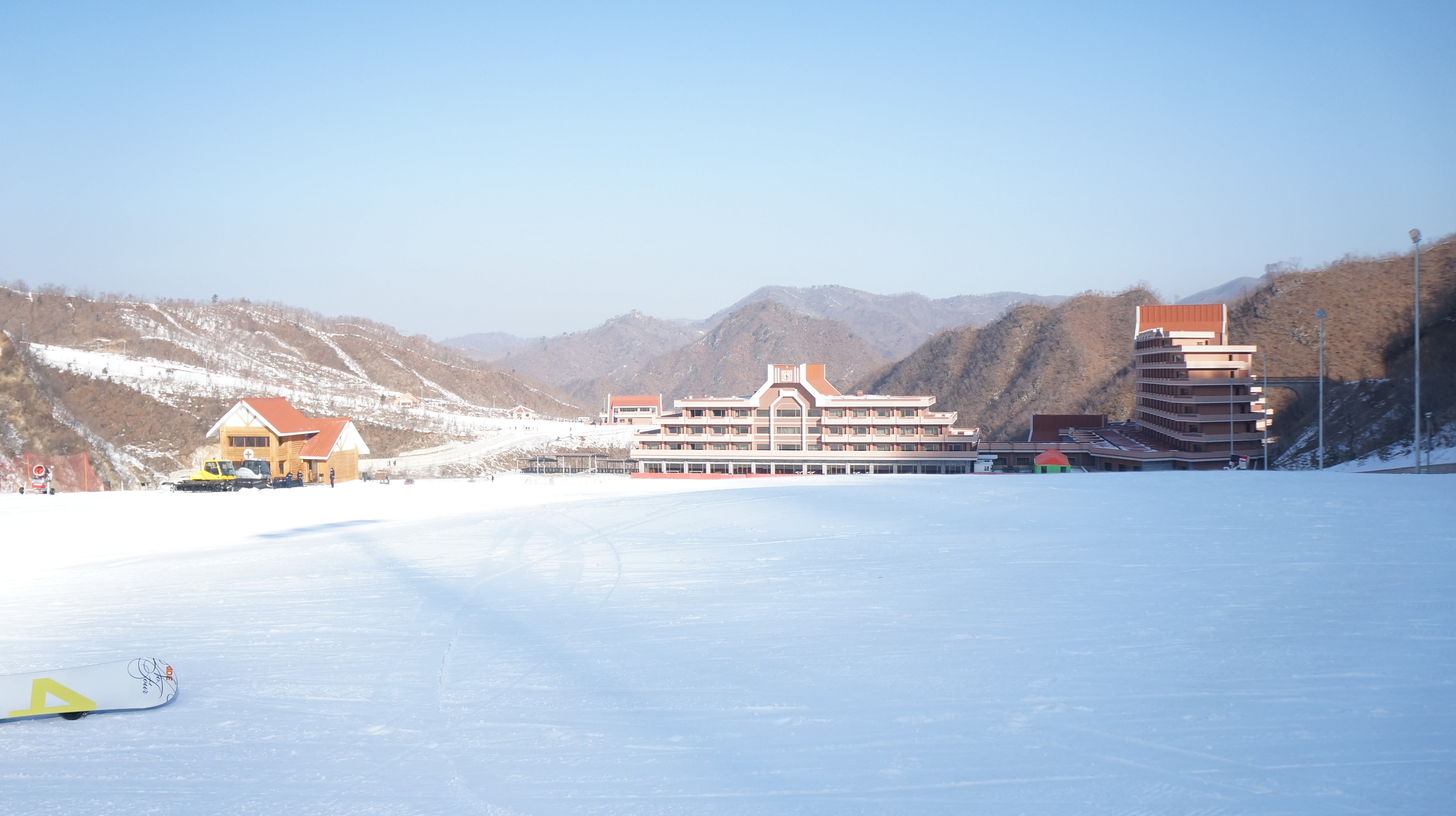
Resort de Esqui Masikryong

O cidadão tem direito ao trabalho. Todo cidadão com capacidade de trabalho escolhe a profissão segundo seu desejo e talento, e têm garantidos o emprego e condições de trabalho estáveis. Todo cidadão trabalha segundo sua capacidade e é retribuído segundo a quantidade e qualidade que o realiza.

#### Artigo 71
Os cidadãos têm o direito ao lazer. Esse direito é garantido pelo estabelecimento de horário de trabalho e pelo fornecimento de férias, férias remuneradas, acomodações em resorts de saúde e casas de férias às custas do Estado e por uma crescente rede de instalações culturais.

#### Artigo 72

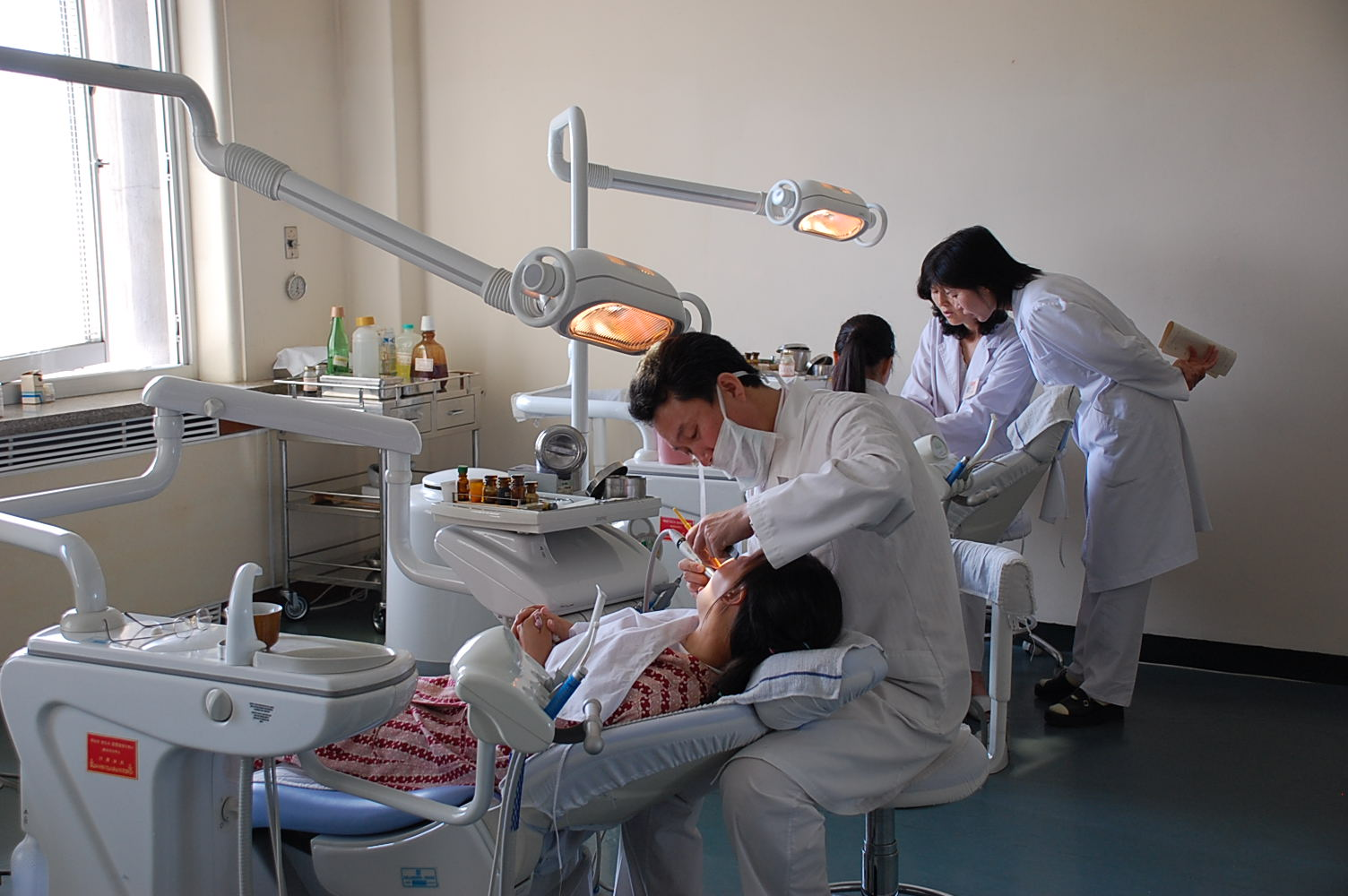
Atendimento dentário público

Os cidadãos têm direito a assistência médica gratuita e todas as pessoas que não podem mais trabalhar devido à velhice, doença ou incapacidade física e idosos e menores que não têm meios de apoio têm direito a assistência material. Esse direito é garantido por assistência médica gratuita, uma rede em expansão de hospitais, sanatórios e outras instituições médicas, seguro social do Estado e outros sistemas de seguridade social.

#### Artigo 73
Os cidadãos têm direito à educação. Esse direito é garantido por um sistema educacional avançado e pelas medidas educacionais adotadas pelo Estado em benefício do povo.

#### Artigo 74
Os cidadãos são livres para participar de atividades científicas, literárias e artísticas. O Estado concederá benefícios aos inventores e inovadores. Direitos autorais, invenções e patentes devem ser protegidos por lei.

#### Artigo 75
Os cidadãos têm liberdade de residência e viagem.

#### Artigo 76
Os combatentes revolucionários, os familiares dos mártires revolucionários e patrióticos, os familiares dos membros do Exército Popular e os ex-militares desfrutam de proteção especial do Estado e da sociedade.

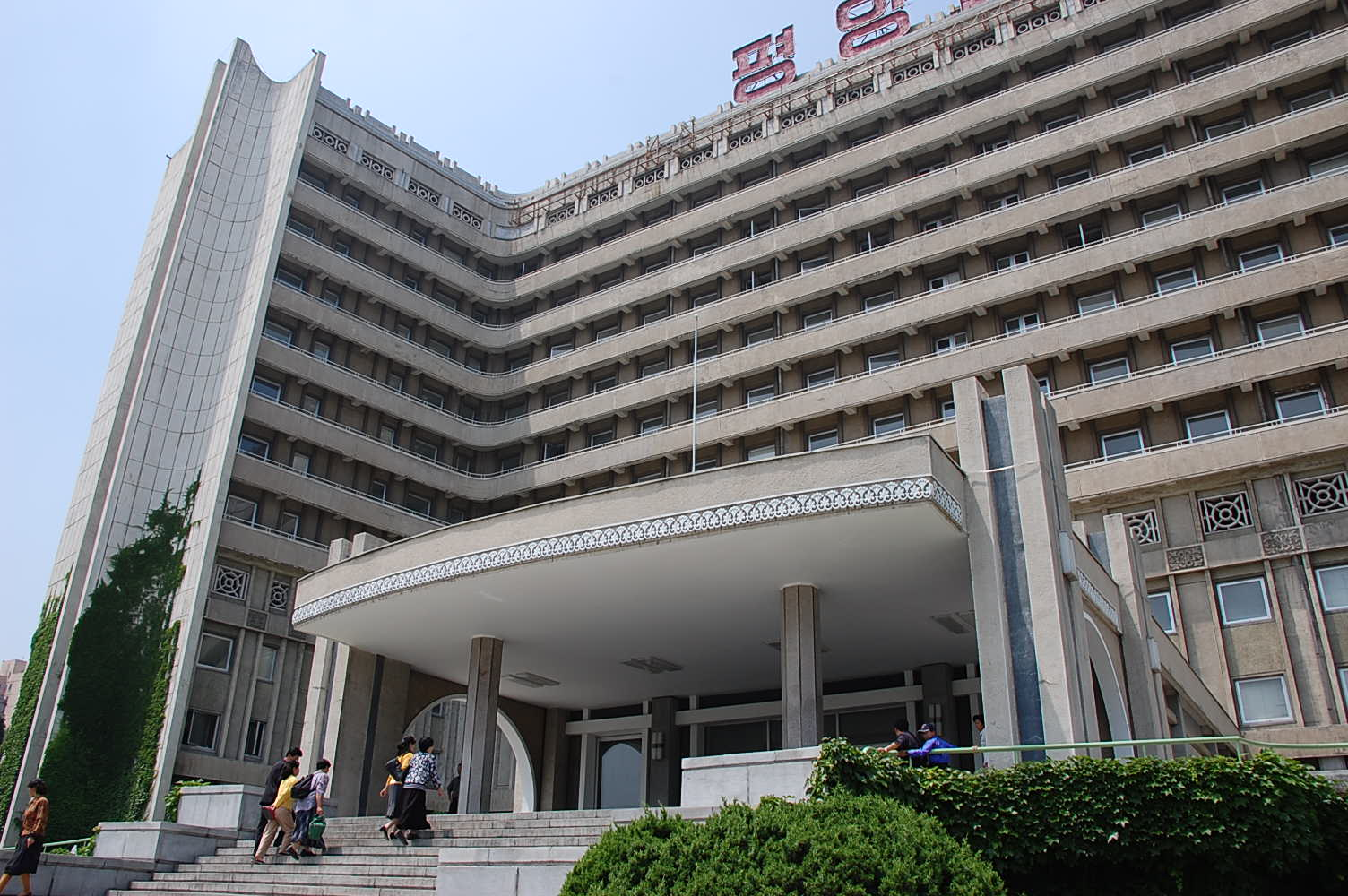
Maternidade de Pyongyang, Pyongyang, Coreia do Norte

#### Artigo 77
As mulheres recebem status social e direitos iguais aos homens. O Estado concederá proteção especial a mães e filhos, concedendo licença maternidade, redução do horário de trabalho para mães com vários filhos, uma ampla rede de maternidades, creches, jardins de infância e outras medidas. O Estado fornecerá todas as condições para que as mulheres desempenhem seus plenos papéis na sociedade.

#### Artigo 78
O casamento e a família devem ser protegidos pelo Estado. O Estado prestará atenção à consolidação da família, a unidade básica da vida social.

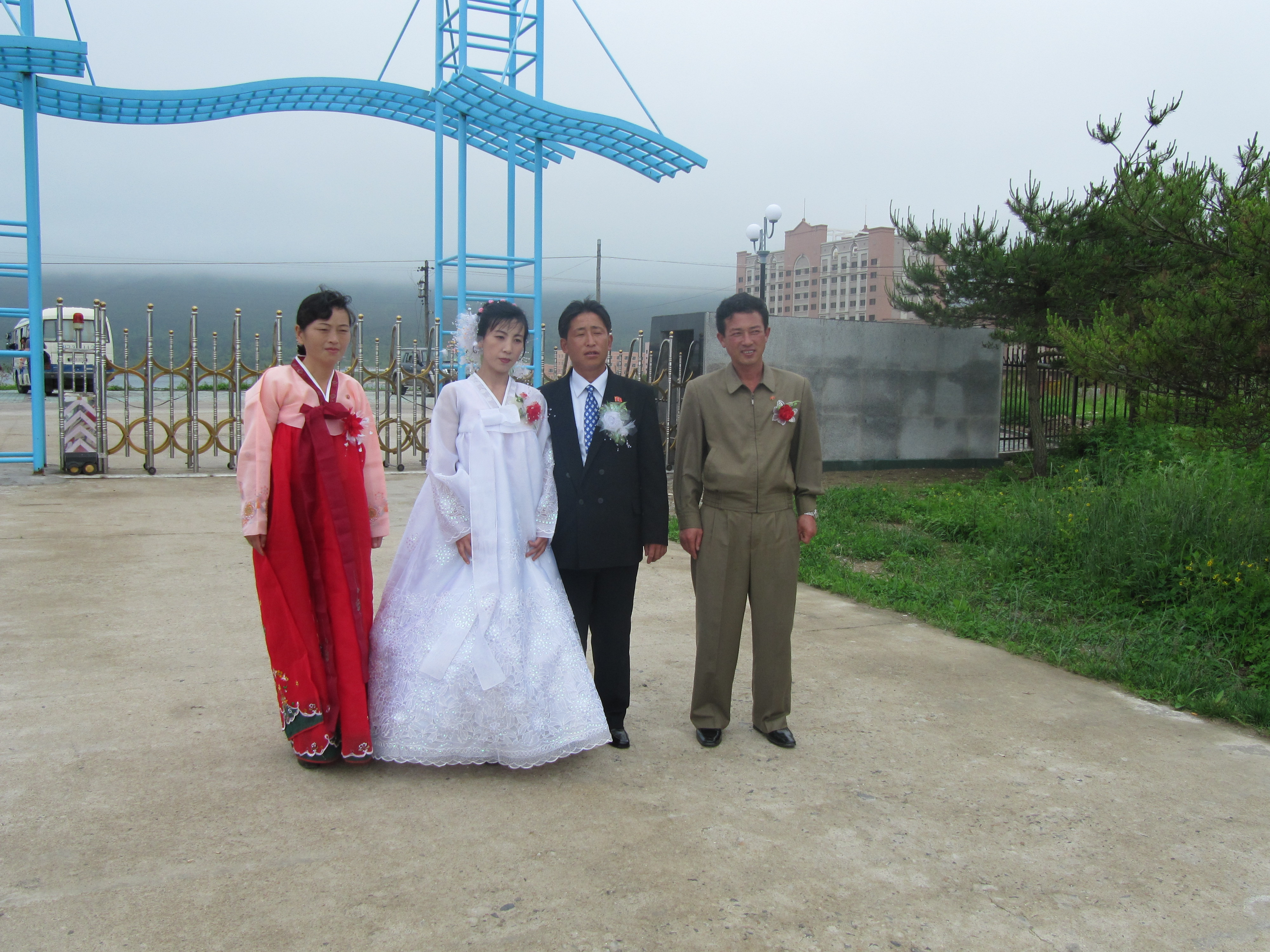
Casamento na Coreia do Norte

#### Artigo 79
É garantida aos cidadãos a inviolabilidade da pessoa, do lar e da privacidade da correspondência. Nenhum cidadão pode ser colocado sob controle ou prisão, nem a casa de um cidadão pode ser revistada sem um mandado legal.

#### Artigo 80
A República Popular Democrática da Coreia concederá o direito de asilo aos estrangeiros que forem perseguidos por lutar pela paz e pela democracia, pela independência nacional e pelo socialismo ou pela liberdade de atividades científicas e culturais.

#### Artigo 81
Os cidadãos salvaguardam firmemente a unidade política e ideológica e a solidariedade do povo. Os cidadãos devem valorizar sua organização e coletivo e trabalhar com dedicação pelo bem da sociedade e do povo.

#### Artigo 82
Os cidadãos devem observar rigorosamente as leis do Estado e os padrões de vida socialistas e defender sua honra e dignidade como cidadãos da República Popular Democrática da Coreia.

#### Artigo 83
O trabalho é o nobre dever e honra de um cidadão. Os cidadãos devem participar voluntariamente e conscientemente do trabalho e observar rigorosamente a disciplina e o horário de trabalho.

#### Artigo 84
Os cidadãos devem cuidar bem da propriedade do Estado e das organizações sociais e cooperativas, combater todas as formas de apropriação indébita e de desperdício e administrar a economia da nação com como mestres. A propriedade do Estado, das organizações sociais e cooperativas são invioláveis.

#### Artigo 85
Os cidadãos devem aumentar constantemente sua vigilância revolucionária e lutar devotamente pela segurança do Estado.

#### Artigo 86
A defesa nacional é o dever e a honra supremos dos cidadãos. Os cidadãos devem defender o país e servir nas forças armadas, conforme exigido por lei.

### Seção  1:Assembleia Popular Suprema

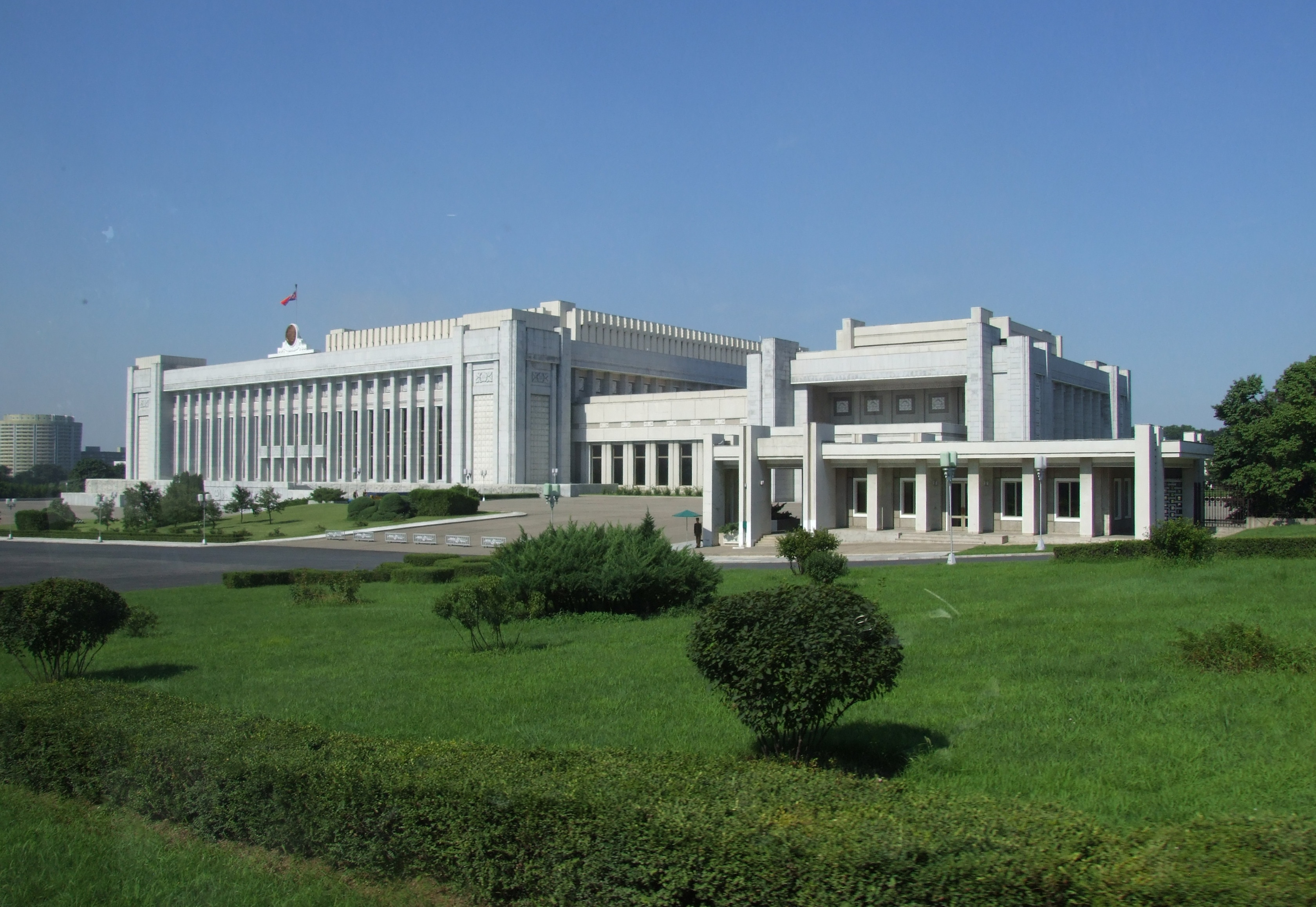
Prédio que abriga a Assembleia Popular Suprema, Pyongyang

#### Artigo 87
A  Assembleia Popular Suprema é o mais alto órgão poder Estatal da República Popular Democrática da Coreia.

#### Artigo 88
O poder legislativo é exercido pela Assembleia Popular Suprema. Em seu recesso, o Presidium desempenhará esse papel.

#### Artigo 89
A Assembleia Popular Suprema é integrada pelos deputados eleitos mediante votação secreta efetuada sobre a base do princípio do sufrágio geral, igualitário e direto.

#### Artigo 90
A Assembleia Popular Suprema é eleita para mandatos de cinco anos. Antes desse prazo expirar e por decisão de seu Presidium podem ser convocadas novas eleições. No caso de circunstâncias inevitáveis tornem uma eleição impossível, o mandato da Assembleia Popular Suprema é prolongado até que uma eleição possa ser realizada.

#### Artigo 91
São atribuições da Assembleia Popular Suprema:
1. Acordar reformas e adições à Constituição;[1][8]
2. Aprovar, modificar ou complementar as leis;[1][8]
3. Ratificar as leis importantes aprovadas pelo Presidium quando Assembleia Popular Suprema não está em sessão;[1][8]
4. Estabelecer os princípios fundamentais da política interna e externa do Estado;[1][8]
5. Eleger ou destituir o Presidente da Comissão de Assuntos Estatais da República Popular Democrática da Coreia;[1][8]
6. Eleger ou destituir  o Presidente do Presidium da Assembleia Popular Suprema;[1][8]
7. A proposta do Presidente da Comissão de Assuntos Estatais da RPDC, eleger ou destituir o primeiro vice-presidente, vice-presidentes e membros da Comissão de Assuntos Estatais da RPDC;[1][8]
8. Eleger ou destituir os vice-presidentes, secretário e membros do Presidium da Assembleia Popular Suprema;[1][8]
9. Eleger ou destituir o premier do Conselho de Ministros;[1][8]
10. A proposta do premier do Conselho de Ministros, nomear ou destituir os vice-premiers, presidentes de seus comitês, ministros e demais membros desse órgão.[1][8]
11. Nomear ou destituir o presidente do Ministério Público Central;[1][8]
12. Eleger ou destituir o presidente do Tribunal Central;[1][8]
13. Eleger ou destituir os presidentes, vice-presidentes e membros das comissões da Assembleia Popular Suprema;[1][8]
14. Examinar e aprovar o plano estatal de desenvolvimento da economia nacional e o informar seu cumprimento;[1][8]
15. Examinar e aprovar o pressuposto estatal e informe sobre seu cumprimento;[1][8]
16. Informar-se, caso necessário, do trabalho do Conselho de Ministros e órgãos centrais e adotar as medidas pertinentes;[1][8]
17. Decidir a ratificação ou anulação dos tratados que forem apresentados.[1][8]

#### Artigo 92
A Assembleia Popular Suprema celebra seções ordinárias e extraordinárias. As seções ordinárias são convocadas pelo Presidium uma ou duas vezes por ano. As seções extraordinárias são convocadas quando for considerado necessário pelo Presidium ou se solicitado por mais de um terço do total dos deputados.

#### Artigo 93
Para que a Assembleia Popular Suprema possa celebrar uma sessão, é requerido a presença de mais de dois terços do total dos deputados.

#### Artigo 94
A Assembleia Popular Suprema elege o seu presidente e vice-presidentes. O presidente preside as sessões.

#### Artigo 95
Os assuntos a serem tratados na Assembleia Popular Suprema são apresentados pelo Presidente da Comissão de Assuntos Estatais da República Popular Democrática da Coreia, pelo próprio Comitê, pelo Presidium da Assembleia Popular Suprema, por suas comissões e pelo Conselho de Ministros. Eles também podem ser apresentados pelos deputados.

#### Artigo 96
A primeira sessão de cada legislatura da Assembleia Popular Suprema elege a Comissão de Revisão do Mandato dos Deputados e, sobre a base do informe dessa comissão, aprova a resolução de ratificação dos deputados ao cargo.

#### Artigo 97
A Assembleia Popular Suprema adota leis e resoluções. As leis e resoluções da Assembleia Popular Suprema são acordadas quando forem aprovadas pela maioria simples de voto dos deputados presentes na sessão. A Constituição é modificada e complementada com a aprovação de mais de dois terços do total dos deputados da Assembleia Popular Suprema.

#### Artigo 98
A Assembleia Popular Suprema organiza comissões como as de legislação, pressuposto e relações exteriores. As comissões da Assembleia Popular Suprema são integradas pelos presidentes, vice-presidentes e os membros. Estas auxiliam a Assembleia Popular Suprema na elaboração ou exame de projetos políticos e leis de Estado e na adoção de medidas para sua execução. Atuam sob a direção do Presidium da Assembleia Popular Suprema entre uma e outro período de suas sessões.

#### Artigo 99
Os deputados da Assembleia Popular Suprema têm assegurada sua imunidade: Não podem ser detidos nem submetidos a sanções penais sem autorização da Assembleia Popular Suprema e, entre sessões, de seu Presidium, salvo em caso de delitos em flagrante.

### Seção 2:Presidente da Comissão de Assuntos Estatais da República Popular Democrática da Coreia[8]

#### Artigo 100
O Presidente da Comissão de Assuntos Estatais da República Popular Democrática da Coreia é o líder supremo da República Popular Democrática da Coreia que representa o Estado.

#### Artigo 101
O mandato do Presidente da Comissão de Defesa Nacional da República Popular Democrática da Coreia é igual ao da Assembleia Popular Suprema.

#### Artigo 102
O mandato do Presidente da Comissão de Assuntos Estatais da RPDC coincide com o da Assembleia Popular Suprema.

#### Artigo 103
O Presidente da Comissão de Assuntos Estatais da RPDC é o comandante em chefe das forças armadas da RPDC e exerce o comando e o controle sobre o conjunto das forças do Estado.

#### Artigo 104
São deveres e atribuições do Presidente da Comissão de Assuntos Estatais da República Popular Democrática da Coreia:
1. Dirigir todas as atividades do Estado;[1]
2. Orientar diretamente as atividades da Comissão de Assuntos Estatais;[1]
3. Promulgar as leis da Assembleia Popular Suprema e decretos e resoluções importantes da Comissão de Assuntos Estatais;[1]
4. Designar ou destituir os principais quadros estatais;[1]
5. Designar ou remover o representante diplomático acreditado em um país estrangeiro;[1]
6. Aprovar ou derrogar os principais tratados feitos com outros países;[1]
7. Promulgar a indulgência especial;[1]
8. Declarar o estado de emergência e de guerra e a lei de mobilização no país;[1]
9. Organizar e dirigir a Comissão Estatal de Defesa em tempos de guerra.[1]

#### Artigo 105
O Presidente da Comissão de Assuntos Estatais da RPDC emite ordens.

#### Artigo 106
O Presidente da Comissão de Assuntos Estatais da RPDC se responsabilizado seu trabalho ante a Assembleia Popular Suprema.

### Seção 3: Comissão de Assuntos Estatais

#### Artigo 107
A Comissão de Assuntos Estatais é o máximo órgão de direção política no poder estatal.

#### Artigo 108
A Comissão de Assuntos Estatais é integrado pelo Presidente, o primeiro vice-presidente, os vice-presidentes e os membros.

#### Artigo 109
O mandato da Comissão de Assuntos Estatais coincide com o da Assembleia Popular Suprema.

#### Artigo 110
São deveres e atribuições da Comissão de Assuntos Estatais:
1. Submeter ao debate e decidir as principais políticas de Estado;
2. Vetar pelo cumprimento das ordens do Presidente da Comissão de Assuntos Estatais da RPDC e dos decretos, resoluções e diretivas da própria Comissão e adotar as medidas pertinentes;
3. Anular as resoluções e diretivas dos órgãos estatais contraditórios as ordens do Presidente da Comissão de Assuntos Estatais da RPDC e dos decretos, resoluções e diretivas da Comissão em si;
4. Designar ou destituir o vice primeiro ministro, presidente da comissão, ministro e outros integrantes do Conselho de Ministros seguindo a proposta do primeiro ministro entre um período e outro das sessões da Assembleia Popular Suprema.[1]

#### Artigo 111
A Comissão de Assuntos Estatais emite decretos, resoluções e diretivas.

#### Artigo 112
A Comissão de Assuntos Estatais se responsabiliza de seu trabalho ante a Assembleia Popular Suprema.

### Seção 4: OPresidiumda Assembleia Popular Suprema

#### Artigo 113
O Presidium da Assembleia Popular Suprema é o órgão supremo do Estado quando a Assembleia Popular Suprema não está em sessão.

#### Artigo 114
O Presidium da Assembleia Popular Suprema é integrado pelo presidente, vice- presidentes, secretário e membros.

#### Artigo 115
O mandato do Presidium da Assembleia Popular Suprema é igual ao da Assembleia Popular Suprema. O Presidium da Assembleia Popular Suprema continua seu trabalho até que um novo Presidium seja eleito, mesmo depois de expirar o mandato da Assembleia Popular Suprema.

#### Artigo 116
São deveres e atribuições do Presidium da Assembleia Popular Suprema:
1. Convocar as sessões da Assembleia Popular Suprema;
2. Examinar e aprovar os projetos de leis e regulamentos confeccionados quando a Assembleia Popular Suprema não estiver em sessão e aqueles que modificam ou complementam os vigentes, assim como submeter a ratificação as leis importantes aprovadas e postas em vigência na próxima sessão da Assembleia Popular Suprema;
3. Examinar e aprovar o plano de desenvolvimento da economia nacional, o pressuposto estatal e o projeto de reajuste que por causas inevitáveis se apresentem quando a Assembleia Popular Suprema não estiver em sessão;
4. Interpretar a Constituição e as leis e os regulamentos vigentes;
5. Vetar por observância e execução das leis nos órgãos estatais e adotar as medidas pertinentes;
6. Derrogar às resoluções e diretivas dos órgãos estatais que contrariam a Constituição, as ordens do Presidente da Comissão de Assuntos Estatais da República Popular Democrática da Coreia, as leis e resoluções da Assembleia Popular Suprema, os decretos, resoluções e diretivas da Comissão de Assuntos Estatais e os decretos, resoluções e indicações do Presidium da Assembleia Popular Suprema, e suspender a execução das resoluções errôneas das assembleias populares locais.
7. Efetuar os trabalhos para a eleição dos deputados da Assembleia Popular Suprema e organizar a eleição dos deputados das assembleias populares locais;
8. Trabalhar com os deputados da Assembleia Popular Suprema;
9. Trabalhar com as comissões da Assembleia Popular Suprema;
10. Criar ou suprimir os comitês e ministérios do Conselho de Ministros;
11. Nomear ou revogar os integrantes das comissões por setores do Presidium da Assembleia Popular Suprema;
12. Eleger ou remover os juízes e do Tribunal Central;
13. Aprovar ou derrogar os tratados acordados com outros países;
14. Instituir e outorgar as ordens, medalhas e títulos honorários, e estabelecer os laços diplomáticos;
15. Promulgar a anistia;
16. Estabelecer ou modificar as unidades e divisões administrativas;
17. Trabalhar com os parlamentos de outros países e os órgãos parlamentares internacionais e realizar outras atividades exteriores;

#### Artigo 117
O Presidente do Presidium da Assembleia Popular Suprema organiza e dirige os trabalhos do Presidium. Em representação do Estado, receber as cartas credenciais e de cessação dos embaixadores de outros países.

#### Artigo 118
O Presidium da Assembleia Popular Suprema convoca as reuniões plenárias e ordinárias. A reunião plenária é composta por todos os seus membros, e a ordinária o presidente, vice-presidentes e o secretário.

#### Artigo 119
A reunião plenária do Presidium da Assembleia Popular Suprema debate e adota as resoluções sobre os assuntos importantes que se planejam o cumprimento das suas missões e faculdades. A reunião ordinária debate e aprova às resoluções sobre os assuntos que lhe confia a reunião plenária.

#### Artigo 120
O Presidium da Assembleia Popular Suprema emite decretos e adota resoluções e indicações.

#### Artigo 121
O Presidium da Assembleia Popular Suprema pode estabelecer as comissões que considere necessárias para seu trabalho.

#### Artigo 122
O Presidium da Assembleia Popular Suprema responde por seu trabalho ante a Assembleia Popular Suprema.

### Seção 5: Conselho de Ministros

#### Artigo 123
O Conselho de Ministro é o organismo administrativo de execução do poder estatal e o órgão de administração geral do Estado.

#### Artigo 124
O Conselho de Ministro é integrado pelo premier, os vice-premiers, os presidentes dos comitês, os ministros e outros membros. O prazo de mandato do Conselho de Ministro coincide com o da Assembleia Popular Suprema.

#### Artigo 125
São deveres e atribuições do Conselho de Ministros:
1. Adotar medidas para a execução da política do Estado;
2. Formular, corrigir e complementar os regulamentos da administração do Estado sobre a base da Constituição e das leis;
3. Dirigir o trabalho dos comitês, ministérios, organismos diretamente subordinados a ele e aos comitês populares locais;
4. Estabelecer ou dissolver os organismos diretamente subordinados a ele, os organismos administrativos e econômicos principais e as empresas, e adotar medidas para melhorar os aparatos administrativos do Estado;
5. Elaborar os planos de desenvolvimento da economia nacional e adotar as medidas pertinentes para sua execução;
6. Confeccionar o pressuposto estatal e tomar medidas para sua execução;
7. Organizar e executar trabalhos na indústria, agricultura, construção, transporte, comunicações, comércio interno e externo, preservação do território nacional, urbanização, educação, ciência, cultura, saúde pública, esporte, administração do trabalho, proteção do meio ambiente, turismo e outros setores;
8. Adotar medidas para fortalecer o sistema monetário e bancário;
9. Inspecionar e controlar a implantação da ordem da administração do Estado;
10. Tomar medidas para manter a ordem social, defender a propriedade e interesses do Estado e das organizações sociais e cooperativas e garantir os direitos do cidadão;
11. Assinar tratados com outros países e ocupar-se dos assuntos externos;
12. Anular as disposições e diretivas dos organismos econômicos e administrativos que contrariam suas resoluções e indicações.

#### Artigo 126
O premier organiza e dirige os trabalhos do Conselho de Ministros. O premier representa o governo da República Popular Democrática da Coreia.

#### Artigo 127
O Conselho de Ministros convoca reuniões plenárias e ordinárias. A reunião plenária é composta por todos os membros do Conselho de Ministros, e a ordinária pelo premier, os vice-premiers e outros membros do Conselho de Ministros nomeados pelo premier.

#### Artigo 128
A reunião plenária do Conselho de Ministros analisa e aprova às resoluções sobre os assuntos novos e importantes que se planejam nas atividades econômicas e administrativas. A reunião ordinária debate e aprova às resoluções sobre os assuntos que a reunião plenária confiar a este.

#### Artigo 129
O Conselho de Ministros adota resoluções e dita diretivas.

#### Artigo 130
O Conselho de Ministros poderá criar comissões não permanentes que ajudam o seu trabalho.

#### Artigo 131
O Conselho de Ministros se responsabiliza do seu trabalho ante a Assembleia Popular Suprema, e em seu recesso, ante seu Presidium.

#### Artigo 132
O novo premier jura ante a Assembleia Popular Suprema, representando os integrantes do Conselho de Ministros.

#### Artigo 133
Os comitês e ministérios do Conselho de Ministros são organismos executivos setoriais e órgãos centrais da administração setorial.

#### Artigo 134
Os comitês e ministérios, sob direção do Conselho de Ministros, controlam ,dirigem e administram de maneira unificada o trabalho de seus respectivos setores.

#### Artigo 135
As Comissões e Ministérios do Gabinete dirigem reuniões de comitês e reuniões de quadros. A reunião do comitê e a reunião do quadro deliberam e decidem sobre as medidas para a implementação das decisões e diretrizes do Conselho de Ministros e outros assuntos importantes.

#### Artigo 136
Os comitês e ministérios do Conselho de Ministros emitem diretivas.

### Seção 6: Assembleia Populares Locais

#### Artigo 137
As assembleias populares provinciais (ou das cidades diretamente subordinada ao governo central), municipais (distritais) e dos condados são os órgãos locais de poder.

#### Artículo 138
As assembleias populares locais são compostas pelos deputados elegidos mediante a votação secreta sobre a base do princípio do sufrágio universal, igualitário e direto.

#### Artigo 139
As assembleias populares provinciais (ou das cidades diretamente subordinadas ao governo central), municipais (distritais) e dos condados são eleitas por um período de quatro anos, no caso de que não possam ser efetuadas por causas inevitáveis, se prolonga o mandato até que uma eleição seja possível. Antes de terminar seu mandato, o Comitê Popular Local correspondente pode convocar novas eleições.

#### Artigo 140
São deveres e atribuições das Assembleia Popular Locais:
1. Analisar e ratificar os planos de desenvolvimento da economia nacional de sua respectiva localidade e informar sobre sua execução;
2. Examinar e ratificar o pressuposto local e o informe sobre sua execução;
3. Adotar medidas para aplicar as leis do Estado dentro de sua respectiva localidade;
4. Eleger ou destituir o presidente, vice-presidentes, secretário e demais membros do comitê popular respectivo;
5. Eleger ou destituir os juízes e juízes leigos do tribunal respectivo;
6. Anular as decisões e diretivas do comitê popular respectivo e das assembleias e comitês populares inferiores que não estiverem de acordo com a Constituição.

#### Artigo 141
As assembleias populares locais convocam sessões ordinárias e extraordinárias. A sessão ordinária é convocada pelo comitê popular respectivo uma ou duas vezes por ano. A sessão extraordinária é convocada pelo comitê popular respectivo quando considerar necessário ou com a petição de mais de um terço do total de seus deputados.

#### Artigo 142
As sessões das Assembleia Popular Locais são consideradas válidas quando participam dessa mais de dois terços do total de seus deputados.

#### Artigo 143
As Assembleias Popular Locais elege seu presidente, este preside as sessões.

#### Artigo 144
As Assembleia Popular Local adota resoluções.

### Seção 7: Comitês Populares Locais

#### Artigo 145
Os Comitês Populares Provinciais (ou das cidades diretamente subordinadas ao governo central), municipais (distritais) e dos condados com órgãos locais de poder quando sua Assembleia Populares Correspondentes não está em sessão, e órgãos executivos da administração do poder local respectivo.

#### Artigo 146
Os Comitê Popular Locais é integrado pelo presidente, vice-presidentes, secretário e demais membros. O término do seu mandato coincide com o da Assembleia Popular respectiva.

#### Artigo 147
São deveres e atribuições dos Comitês Populares local:
1. Convocar as sessões da Assembleia Popular;
2. Realizar trabalhos para a eleição dos deputados a assembleia popular;
3. Trabalhar com os deputados da assembleia popular;
4. Executar as ordens do Presidente da Comissão de Assuntos Estatais da República Popular Democrática da Coreia, as leis e resoluções da Assembleia Popular Suprema, os decretos, resoluções e diretivas da Comissão de Assuntos Estatais, os decretos, resoluções e indicações do Presidium da Assembleia Popular Suprema, às resoluções e indicações do Conselho de Ministros e de seus comitês e ministérios, assim como às resoluções e indicações da assembleia popular local respectiva e dos comitês populares superiores;
5. Organizar e executar todas as tarefas administrativas da localidade respectiva;
6. Elaborar os planos de desenvolvimento da economia nacional de sua localidade e tomar medidas para sua execução;
7. Confeccionar o pressuposto local e tomar medidas para sua execução;
8. Adotar medidas para manter a ordem social, defender a propriedade e os interesses do Estado e as organizações sociais e cooperativas e garantir os direitos dos cidadãos na localidade respectiva;
9. Inspecionar e controlar o trabalho encaminhado para estabelecer a ordem na administração estatal na sua jurisdição;
10. Dirigir o trabalho dos comitês populares das instâncias inferiores;
11. Anular às resoluções e diretivas errôneas dos comitês populares das instâncias inferiores e suspender a execução das resoluções errôneas das assembleias populares das instâncias inferiores.

#### Artigo 148
Os Comitês Populares Locais celebra reuniões plenárias e ordinárias. A reunião plenária é composta por todos os membros do Comitê Popular Local, e a reunião ordinária pela presidente, vice-presidentes e secretário.

#### Artigo 149
A reunião plenária do comitê popular local debate e aprova resoluções sobre os assuntos importantes que estão presentes na execução de suas missões e faculdades. A reunião ordinária debate e aprova resoluções sobre os assuntos que a reunião plenária lhe confia.

#### Artigo 150
Os Comitês Populares Locais emite resoluções e diretivas.

#### Artigo 151
Os Comitês Populares Locais pode criar comissões não permanentes a depender da necessidade.

#### Artigo 152
Os Comitês Populares Locais responde pelo seu trabalho ante a Assembleia Popular Local de sua jurisdição. Os Comitês Populares Locais obedece ao Comitê Popular superior, o Conselho de Ministros e ao Presidium da Assembleia Popular Suprema.

### Seção 8: Fiscalização e Tribunal[1]

#### Artigo 153
Os trabalhos fiscais são realizados pela Fiscalização Central, as Fiscalizações Províncias (ou Municipais diretamente subordinado à autoridade central), dos condados e distritais e pela Fiscalização Especial.

#### Artigo 154
O mandato do presidente da Fiscalização Central coincide com o da Assembleia Popular Suprema.

#### Artigo 155
Os fiscais são nomeados ou revogados pela Fiscalização Central.

#### Artigo 156
São deveres da Fiscalização:
1. Garantir que agências, empresas, organizações e cidadãos cumpram corretamente as leis do Estado;
2. Garantir que as resoluções e diretrizes das agências estatais não violem a Constituição, as ordens do Presidente da Comissão de Assuntos Estatais da República Popular Democrática da Coreia, as leis e resoluções da Assembleia Popular Suprema, os decretos, resoluções e diretrizes da Comissão de Assuntos Estatais, os decretos, resoluções e indicações do Presidium da Assembleia Popular Suprema e as resoluções e indicações do Conselho de Ministros;
3. Defender o poder e o regime Socialista da República Popular Democrática da Coreia e proteger os bens do Estado e das organizações sociais e cooperativas, os direitos constitucionais, a vida e os bens do povo, ao deter os delinquentes e infratores da lei e analisar sua responsabilidade ante está.

#### Artigo 157
Os trabalhos fiscais são feitos de maneira unitária pela Fiscalização Central e todos os fiscais se subordinam aos superiores e a Central.

#### Artigo 158
A Fiscalização Central responde por seu trabalho ante a Assembleia Popular Suprema, e durante seu recesso, ante seu Presidium.

#### Artigo 159
A justiça é composta pelo Tribunal Central, pelos Tribunais Provinciais (ou Municipais diretamente subordinado à autoridade central), pelos Tribunais dos condados e distritais e pelo Tribunal Especial. A sentença é proferida em nome da República Popular Democrática da Coreia.

#### Artigo 160
O mandato do Presidente do Tribunal Central coincide com o da Assembleia Popular Suprema. O mandato dos juízes e juízes leigos do Tribunal Central, dos Tribunais Provinciais (ou Municipal diretamente subordinado à autoridade central) e dos Tribunais Popular das Cidades e Tribunais Populares Distritais é idêntico ao das assembleias populares correspondentes.

#### Artigo 161
O presidente e os juízes do Tribunal Especial são nomeados e destituídos pelo Tribunal Central. Os juízes leigos do Tribunal Especial são eleitos pelos militares e trabalhadores em suas respectivas reuniões.

#### Artigo 162
São deveres do Tribunal:
1. Proteger, por meio de suas atividades judiciais, o poder e o regime socialista da República Popular Democrática da Coreia, a propriedade do Estado e das organizações sociais e cooperativas, e os direitos constitucionais, vida e propriedade do povo;
2. Fazer com que todas as agências, empresas, organizações e cidadãos observem estritamente as leis do Estado e realizem uma luta ativa contra inimigos de classe e todos os que violam a lei;
3. Prescrever e avaliar os ativos e realizar o trabalho notarial.

#### Artigo 163
A justiça é concedida por um tribunal composto por um juiz e dois juízes leigos. Em casos especiais, três juízes podem fazê-lo.

#### Artigo 164
O julgamento é público e é garantido aos acusados o direito de defesa. O julgamento pode ocorrer em sigilo, conforme estipulado por lei.

#### Artigo 165
A justiça é administrada no idioma coreano. Os estrangeiros podem usar sua língua nativa no tribunal.

#### Artigo 166
O tribunal é independente em justiça e realiza suas atividades judiciais de acordo com a lei.

#### Artigo 167
O Tribunal Central é o órgão judicial supremo da República Popular Democrática da Coreia. O Tribunal Central inspeciona as atividades judiciais dos outros tribunais.

#### Artigo 168
O Tribunal Central responde por seu trabalho perante a Assembleia Popular Suprema e, em no recesso deste , ao seu Presidium.

### Capítulo VII -Emblema Nacional,Bandeira,Hino NacionaleCapital

#### Artigo 169
O Emblema Nacional da República Popular Democrática da Coreia tem uma forma oval com bordas de espigas de arroz franjadas com uma fita vermelha trançada, na qual aparece a inscrição: “조선민주주의인민공화국” (República Popular Democrática da Coreia, em língua coreana) e dentro dela uma majestosa usina hidrelétrica, ao fundo da hidroelétrica, a Montanha Sagrada da Revolução, a Montanha Paektu, coroado por uma brilhante estrela vermelha de cinco pontas.

#### Artigo 170
A Bandeira da República Popular Democrática da Coreia tem uma ampla faixa vermelha no centro, ligada na parte superior e inferior por duas estreitas listras brancas a duas listras azuis; e na faixa vermelha aparece um círculo branco localizado à esquerda com uma estrela vermelha de cinco pontas dentro. A proporção da largura e comprimento da bandeira é 1:2.

#### Artigo 171
O Hino Nacional da República Popular Democrática da Coreia é a Aegukka.

#### Artigo 172
A Capital da República Popular Democrática da Coreia é Pyongyang.

## Emendas
De acordo com o Capítulo 6, Seção 1, Artigo 97 da Constituição Socialista da República Popular Democrática da Coreia, a constituição pode ser emendada por meio da aprovação de mais de dois terços do número total de deputados na Assembleia Popular Suprema.
Desde sua adoção em 1972, a Constituição Socialista foi emendada nos anos de 1992, 1998, 2009, 2010, 2012, 2013, 2016 e 2019. As emendas à constituição norte-coreana são geralmente consideradas como uma constituição inteiramente nova devido à extensão de as alterações feitas no documento original.

Emblema da Coreia do Norte antes da Emenda de 1992

Emblema da Coreia do Norte depois da emenda de 1992

### Emenda de 1992
A Constituição Socialista da República Popular Democrática da Coreia foi emendada pela primeira vez na 3ª sessão da 9ª Assembleia Popular Suprema em 9 de abril de 1992.
A emenda solidificou a posição de Kim Jong Il como o sucessor de Kim Il Sung, tornando a Comissão de Defesa Nacional uma instituição separada do Comitê Central do Povo. Também deixou de fazer do Presidente o comandante supremo das Forças Armadas e o presidente da Comissão de Defesa Nacional. Isso fez do presidente da Comissão de Defesa Nacional a mais alta autoridade militar. Estas disposições permitiram que Kim Jong Il assumisse os cargos de comandante supremo do Exército do Povo Coreano em 24 de dezembro de 1991 e presidente da Comissão de Defesa Nacional em 9 de abril de 1993.
A introdução da emenda também foi uma resposta ao colapso bloco oriental e à dissolução da União Soviética. A emenda removeu as menções ao marxismo-leninismo na constituição e constitucionalizou o princípio filosófico do Juche, com o Partido dos Trabalhadores da Coreia declarado como líder político e da revolução do país. Também removeu a cláusula de política externa de cooperação internacional com estados socialistas e adotou a independência, paz e solidariedade como base para a política externa da Coreia do Norte.
A emenda sugeria coexistência entre a Coreia do Norte e a Coreia do Sul, mudando sua postura de reunificação revolucionária para uma reunificação pacífica.
A emenda também introduziu disposições econômicas destinadas a enfatizar uma economia nacional independente e desenvolver ciência e tecnologia. Também introduziu disposições para empreendimentos conjuntos entre instituições, empresas e organizações do país e empresas e indivíduos estrangeiros.
A emenda revisou o Emblema Nacional para incluir o Monte Paektu e reconheceu Aegukka como o hino nacional.

### Emenda de 1998
A Constituição Socialista foi emendada pela segunda vez na 1ª sessão da 10ª Assembleia Popular Suprema em 5 de setembro de 1998.
A emenda foi aprovada para introduzir mudanças no sistema de governo da Coreia do Norte após a morte de Kim Il Sung em 1994.
A emenda incluiu um preâmbulo que consagrou Kim Il Sung como o presidente eterno e nomeou a constituição como a "Constituição Kim Il Sung", que é baseada nas ideias e realizações do ex-líder. Também aboliu o cargo de Presidente e do Comitê Central do Povo, com os poderes do Presidente como chefe de estado sendo transferidos para o Presidium da Assembleia Popular Suprema (com o Presidente do Presidium da Assembleia Popular Suprema sendo designado como chefe de estado) enquanto os poderes do presidente sobre a administração do estado são transferidos para o Conselho de Ministros.
A emenda ampliou a autoridade da Comissão de Defesa Nacional para incluir o controle geral da defesa nacional.
A emenda também tentou abordar as dificuldades econômicas da Coreia do Norte introduzindo disposições sobre a redução de objetos que podem ser propriedade do estado, a expansão de propriedades de cooperativas sociais e propriedades privadas, a legalização de cidadãos que ganham renda por meio de atividades econômicas legais, o reconhecimento de custo, preço e lucro como base da gestão econômica e o estabelecimento de zonas econômicas especiais.

### Emenda de 2009
A Constituição Socialista foi alterada pela terceira vez na 1ª sessão da 12ª Assembleia Popular Suprema em 9 de abril de 2009.
A emenda foi uma forma de expandir os poderes de Kim Jong Il, ela designou o presidente da Comissão de Defesa Nacional como o líder supremo da Coreia do Norte e expandiu seus poderes para guiar os assuntos gerais do Estado. Também designou os militares para defender a "sede da revolução".
A emenda removeu qualquer menção ao comunismo na constituição e reconheceu a Coreia do Norte como um estado socialista guiado pela política Songun, de Kim Jong Il, ao lado da filosofia Juche, de Kim Il Sung. 

### Emenda de 2010
A Constituição Socialista foi emendada pela quarta vez na 2ª sessão da 12ª Assembleia Popular Suprema em 9 de abril de 2010.
A emenda renomeou o Tribunal Central como Supremo Tribunal e o Ministério Público Central como Supremo Ministério Público.

### Emenda de 2012
A Constituição Socialista foi emendada pela quinta vez na 5ª sessão da 12ª Assembleia Popular Suprema em 13 de abril de 2012. A emenda foi aprovada para introduzir mudanças no sistema de governo da Coreia do Norte após a morte de Kim Jong Il em 2011.
O preâmbulo foi revisado para incluir  Kim Jong Il, que foi creditado por defender as políticas de Kim Il Sung e transformou a Coreia do Norte em uma potência político-ideológica, um estado nuclear e uma potência militar por meio da política Songun . Ele consagrou Kim Jong Il como o eterno Presidente da Comissão de Defesa Nacional e também reconheceu que suas ideias e realizações também foram a base para a constituição que passou a ser conhecida como Constituição Kim Il Sung-Kim Jong Il.
O cargo de Presidente da Comissão de Defesa Nacional foi substituído pelo de Primeiro Presidente da Comissão de Defesa Nacional.

### Emenda de 2013
A Constituição Socialista foi alterada pela sexta vez na 7ª sessão da 12ª Assembleia Popular Suprema em 1 de abril de 2013.
O preâmbulo foi revisado para incluir o Palácio do Sol de Kumsusan, que foi designado como "Monumento à imortalidade de Kim Il Sung e Kim Jong Il".
A educação obrigatória foi revisada de 10 para 12 anos após a aprovação da lei sobre a extensão da educação obrigatória na Coreia do Norte na 6ª sessão da 12ª Assembleia Popular Suprema em 25 de setembro de 2012.

### Emenda de 2016
A Constituição Socialista foi alterada pela sétima vez na 4ª sessão da 13ª Assembleia Popular Suprema em 29 de junho de 2016.
O preâmbulo foi revisado para consagrar Kim Il Sung e Kim Jong Il como os líderes eternos da Coreia Juche.
O Primeiro Presidente da Comissão de Defesa Nacional foi substituído pelo Presidente da Comissão de Assuntos do Estado, enquanto a Comissão de Defesa Nacional foi substituída pela Comissão de Assuntos do Estado, que é designada como o órgão supremo de direção política da República, com suas funções agora expandido para cobrir outros assuntos de interesse nacional, tornando-se um sucessor de fato do Comitê Central do Povo.
O Supremo Tribunal foi renomeado como Tribunal Central, enquanto o Supremo Ministério Público foi renomeado como Ministério Público Central.

### Emendas de 2019
A Constituição Socialista foi alterada duas vezes em 2019, pela oitava e nona vezes, respetivamente, na 1ª e 2ª sessões plenárias da 14ª Assembleia Popular Suprema, em 11 de abril e 29 de agosto de 2019.
O Presidente da Comissão de Assuntos do Estado foi designado chefe do Estado, não pode candidatar-se às eleições para deputado do Assembleia Popular Suprema, sendo eleito e destituído por maioria de votos nas suas sessões plenárias. O Presidente da Comissão Permanente da Assembleia Popular Suprema continua incumbido de receber as credenciais e cartas de revogação dos representantes diplomáticos estrangeiros à República, cabendo agora ao Presidente do SAC a nomeação e destituição desses diplomatas. As ordens do Presidente da Comissão de Assuntos Estatais foram superiores às portarias da Assembleia Popular Suprema, salvo por portarias mais importantes que o Presidente pode agora promulgar, juntamente com os decretos e decisões da Comissão de Assuntos do Estado.
A defesa nacional não é mais enfatizada no papel da Comissão de Assuntos do Estatais.
O Kimilsungismo-Kimjongilismo substituiu Juche e Songun como o guia da Coreia do Norte para suas atividades.
Os intelectuais não são mais referidos como "intelectuais ativos" (coreano: 근로 인테리; transl.: kŭllo int'eri), mas como "pessoal talentoso" (coreano: 지식인; transl.: chisigin).
O espírito Chongsanri e o método Chongsanri foram substituídos pelo método de trabalho revolucionário como o princípio para as atividades da Coreia do Norte.
O Gabinete tem um papel de liderança na gestão econômica.
O Sistema de Trabalho Taean de gestão econômica é substituído pelo sistema socialista de operação empresarial responsável.
As disposições sobre comércio exterior foram ampliadas para incluir a manutenção da credibilidade do comércio exterior, a melhoria da estrutura comercial e a expansão das relações de comércio exterior.
A defesa do Comitê Central do Partido liderado por Kim Jong Un foi incluída na missão do Exército Popular Coreano e suas organizações de reserva.